# COVID-19-Pandemie in Osttimor
| Infizierte (gesamt) | aktuell Infizierte | Neue Fälle in den letzten 24 Stunden | Genesen | Verstorben |
| ------------------- | ------------------ | ------------------------------------ | ------- | ---------- |
| 19.809              | 12                 | 0                                    | 19.675  | 122        |
| 1.                  |                    |                                      |         |            |

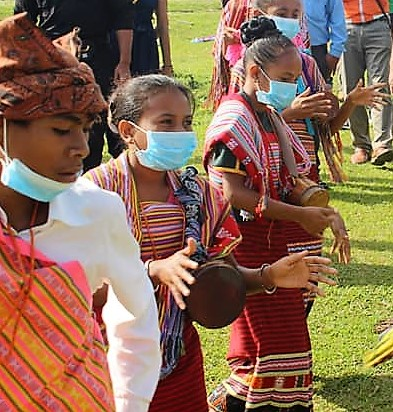
Mädchen tanzen mit Mundschutz beim Besuch von Landwirtschaftsminister Martins in Taroman (15. Mai 2020)

Die COVID-19-Pandemie in Osttimor tritt als regionales Teilgeschehen des weltweiten Ausbruchs der Atemwegserkrankung COVID-19 auf und beruht auf Infektionen mit dem Ende 2019 neu aufgetretenen Virus SARS-CoV-2 aus der Familie der Coronaviren. Die COVID-19-Pandemie breitet sich seit Dezember 2019 von China ausgehend aus. Ab dem 11. März 2020 stufte die Weltgesundheitsorganisation (WHO) das Ausbruchsgeschehen des neuartigen Coronavirus als Pandemie ein.
Am 14. November 2021 hatte man in Osttimor 19.809 mit SARS-CoV-2 Infizierte registriert. Davon gelten 19.675 als genesen, wobei vier Personen dazu gezählt werden, bei denen man die Infektion erst im Nachhinein bestätigen konnte. 122 Menschen starben bisher in Osttimor an COVID-19. Aktuell sind 12 Personen infiziert, zehn davon in der Gemeinde Dili und zwei in Baucau. Seit dem 15. Mai 2020 galt Osttimor als frei von COVID-19. Erst am 4. August wurde ein neuer Krankheitsfall gemeldet. Zwei weitere folgten bis zum 26. August. Die aktuellen Fälle wurden ab der zweiten Dezemberhälfte 2020 meist bei Einreisenden entdeckt. Danach breitete sich das Virus in Osttimor aus. Durch die zunehmende Ausbreitung der Delta-Variante stieg im August 2021 die Zahl der Infizierten und der Toten stark an, fiel aber ab Oktober wieder. Stand 14. November sind 52,0 % der Bevölkerung in Osttimor vollständig geimpft, weitere 25,3 % haben die erste Dosis erhalten. Ab Januar 2022 begann man mit Booster-Impfungen.

## Verlauf

### 2020

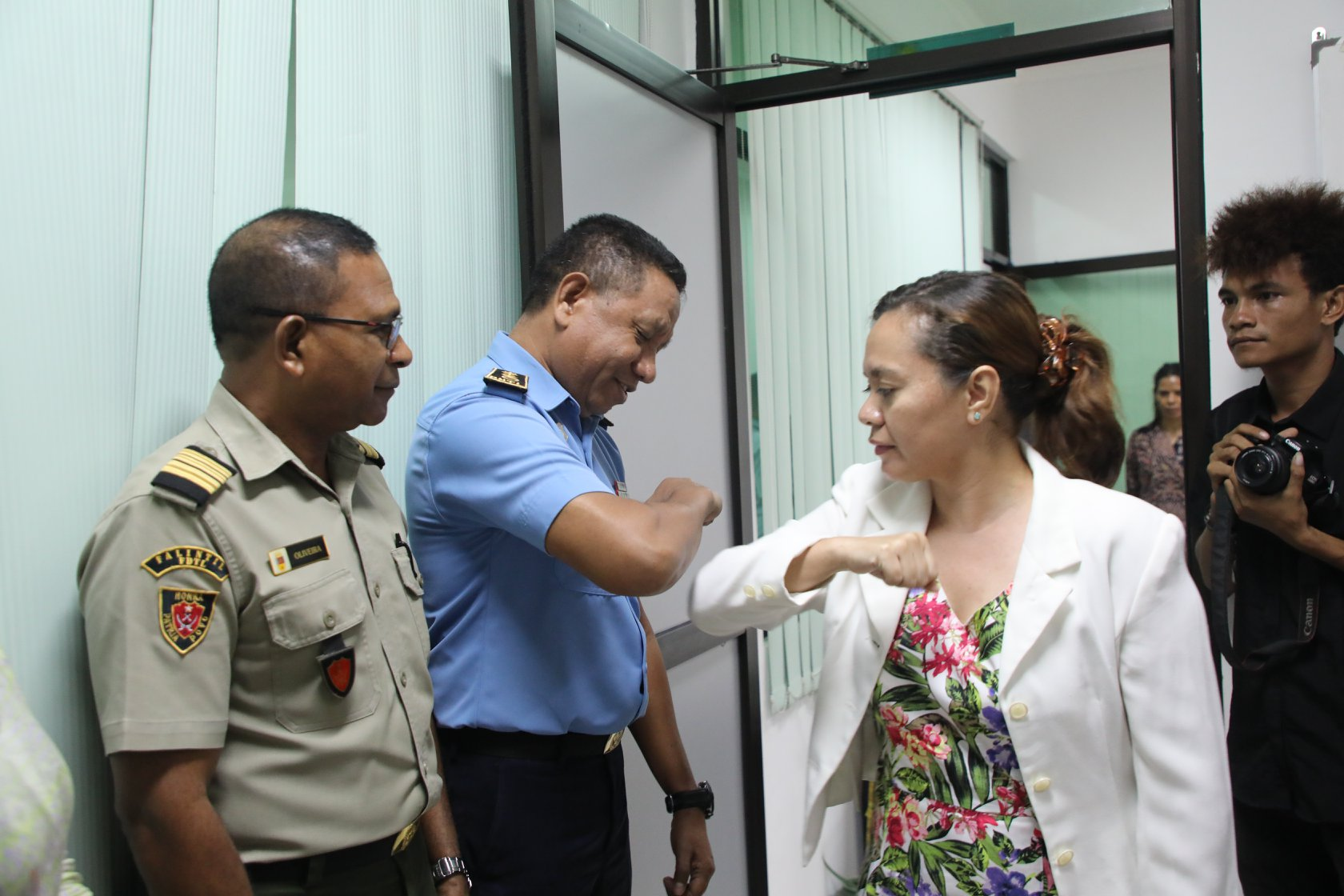
Die damalige Vize-Gesundheitsministerin Amaral zeigt mit Agostinho Gomes, wie man sich in Zeiten der Corona-Epidemie ohne Händegeben begrüßt

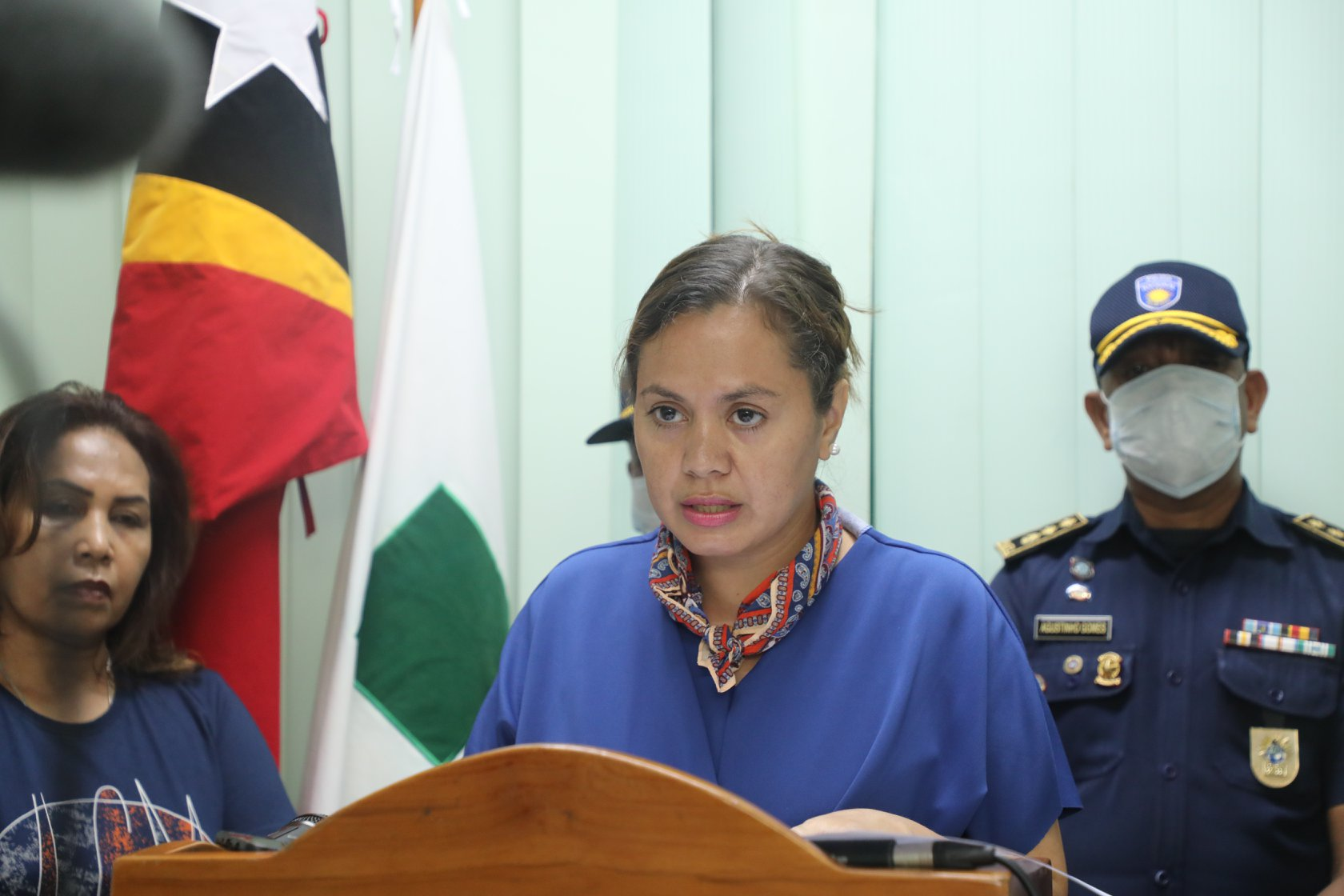
Amaral berichtet in einer Pressekonferenz vom ersten Coronafall in Osttimor (21. März 2020)

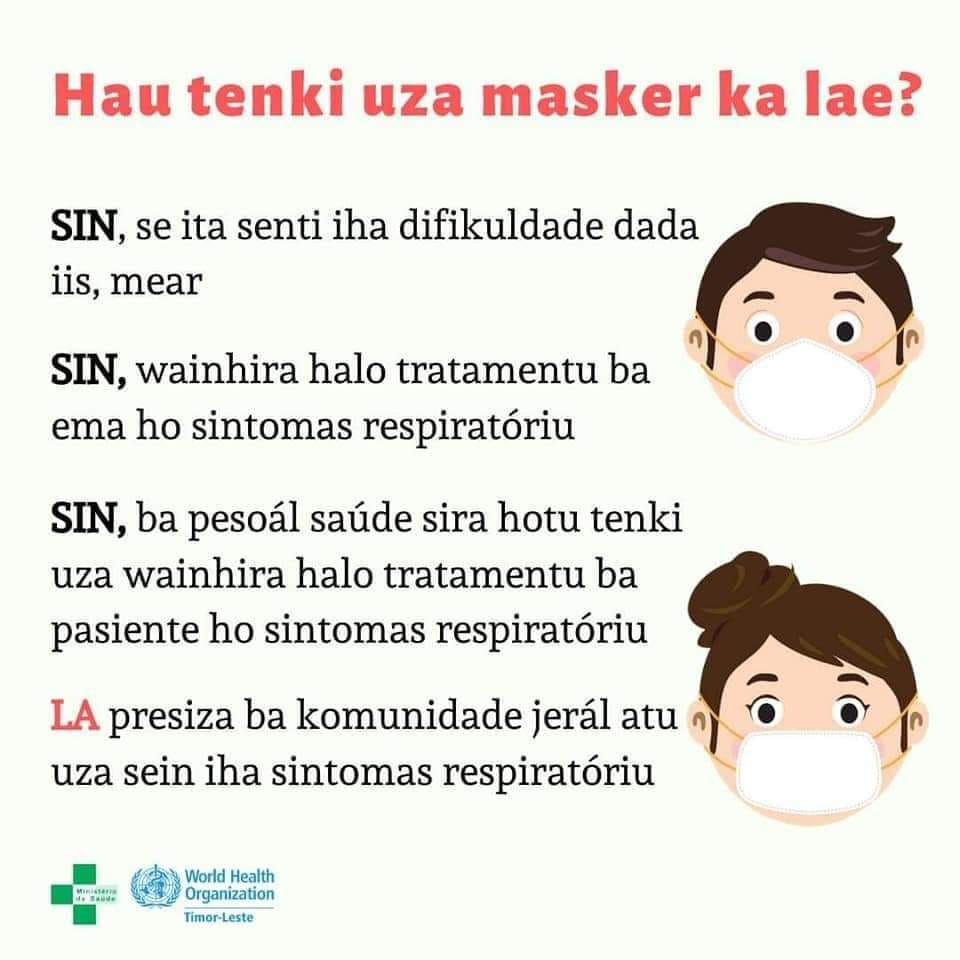
Informationen zu Corona auf Tetum

Der erste Fall in Osttimor wurde am 21. März 2020 gemeldet. Schon zuvor hatte die Angst vor der Krankheit Auswirkungen auf das Land und es wurden umfassende Vorbereitungen getroffen.
Die ersten Osttimoresen, die mit den Auswirkungen der Pandemie zu tun hatten, waren 17 Studenten, die an der Universität Wuhan studierten. Wuhan wurde von der chinesischen Regierung zunächst abgeriegelt, um die Ausbreitung der Krankheit zu verhindern. Die Studenten mussten drei Wochen in ihrem Wohnheim bleiben, bis sie am 5. Februar 2020, zusammen mit neuseeländischen Staatsbürgern und anderen Ausländern, mit einem Flug der Air New Zealand von Wuhan nach Auckland gebracht wurden. Dort kamen die Osttimoresen zunächst in Whangaparāoa, auf einer Halbinsel im Norden von Auckland, in Quarantäne. Am 21. Februar durften sie nach Osttimor zurückkehren.
Am 6. März wurde ein 43-jähriger Italiener isoliert, da man bei ihm eine COVID-19-Erkrankung vermutete. Der Krankheitsverdacht bestätigte sich nicht und der Mann wurde am 10. März aus der Quarantäne entlassen. Auch bei einem weiteren Ausländer waren die Testergebnisse aus Darwin (Australien) negativ. Am 18. März zählte man insgesamt fünf Verdachtsfälle, die sich alle als negativ erwiesen. Vor der geplanten Quarantänestation in der Klibur Domin Tibar Klinik protestierten Einheimische am 9. März. Als sie versuchten, Vize-Gesundheitsministerin Amaral und weiteren Mitarbeitern des Gesundheitsministeriums den Weg zu versperren, wurden die Demonstranten von der Polizei mit Tränengas auseinandergetrieben. Proteste gab es auch an anderen möglichen Orten für Quarantäneeinrichtungen.
Am 20. März wurde der erste Verdachtsfall bei einer osttimoresischen Staatsbürgerin gemeldet. Die Frau war zuvor in Portugal und kehrte zurück in ihre Heimatstadt Baucau. Als sie Symptome zeigte, fuhr sie nach Dili und meldete sich bei den Gesundheitsbehörden. Im indonesischen Westtimor gab es zu diesem Zeitpunkt bisher 24 Verdachtsfälle, wovon sechs nach negativem Testergebnis aus der Beobachtung entlassen wurden. Einige liegen mit leichten Symptomen im Krankenhaus.
Am 21. März berichtete Vize-Gesundheitsministerin Amaral vom ersten bestätigten Fall einer SARS-CoV-2-Infektion in Osttimor. Zuerst wurde gemeldet, dass es sich um einen Osttimoresen handelt, der aus dem Ausland zurückkam. Später hieß es, dass der Infizierte ein Ausländer sei. Er hatte leichte Symptome und wurde von den Behörden isoliert. Am 30. März wurde gemeldet, dass der Patient auch ohne Medikation nun wieder ohne Symptome sei. Portugiesen und andere Ausländer berichteten inzwischen vermehrt davon, wegen COVID-19 von Einheimischen angepöbelt worden zu sein. Auch gegen chinesischstämmige Händler gab es Drohungen, weswegen mehrere Geschäfte schlossen.

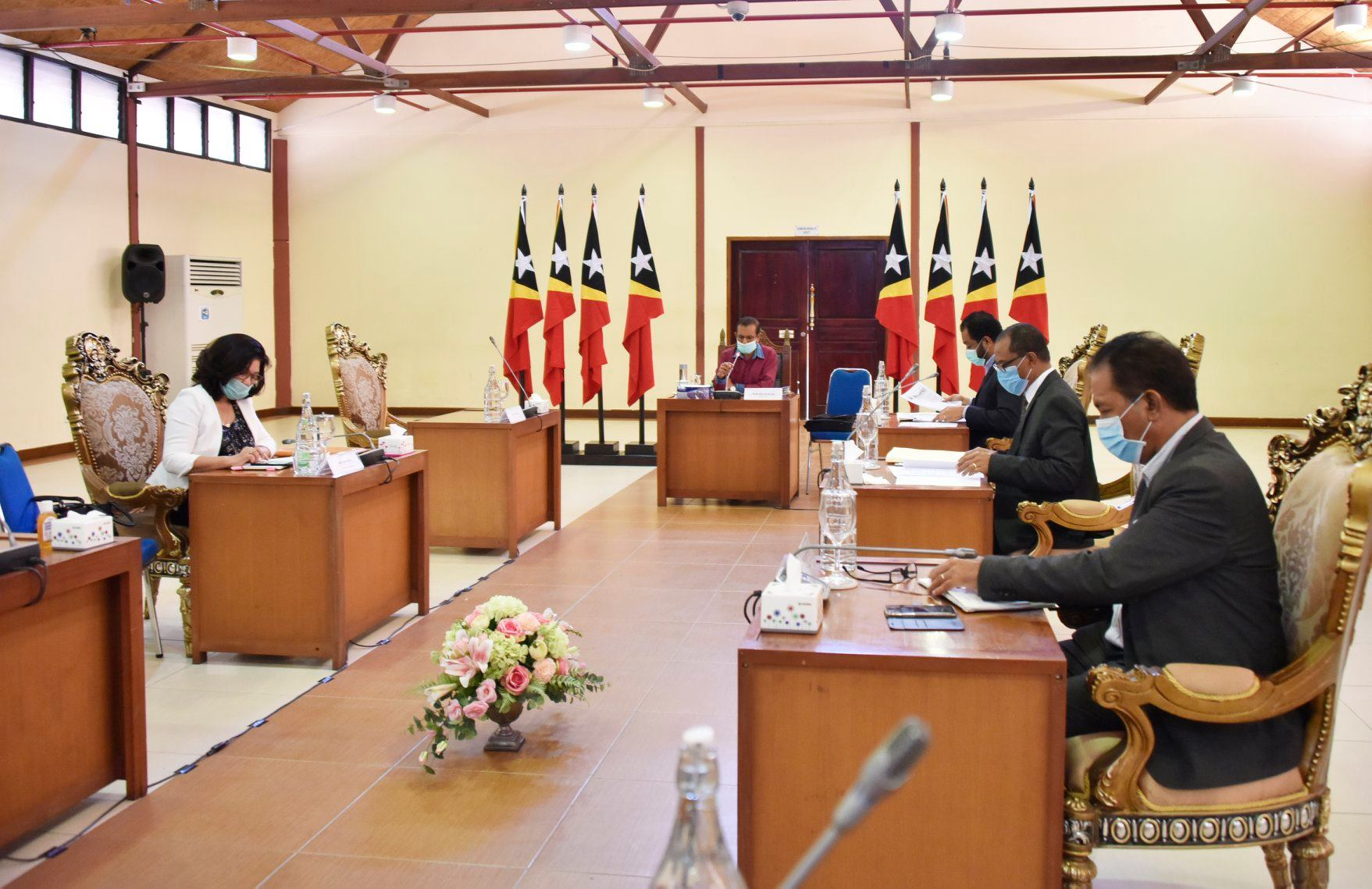
Kabinettssitzung am 24. März 2020. Um genügend Abstand zu wahren, finden sie nun im Centro de Convenções de Díli statt

Am 22. März ging die Polizei und die Autoridade da Inspeção e Fiscalização das Atividades Económicas e Segurança Alimentar (AIFAESA) erstmals gegen Wucherei im Zusammenhang mit Corona vor. Sieben Händler wurden in Dili verhaftet. Sie hatten Masken, die zuvor 50 Cent pro Packung gekostet hatten, für 2,50 US-Dollar angeboten. Am selben Tag wurde eine striktere Quarantäneregelung für einreisende Personen eingeführt. 93 Personen (Osttimoresen und Ausländer) wurden für 14 Tage im Hotel Novo Horizonte in Meti Aut einquartiert. Anwohner begannen daraufhin mit Protesten. Sie kappten die Strom- und Wasserleitungen des Hotels. Abends bewarfen zumeist Jugendliche das ebenfalls zur Quarantäne genutzte Hotel Audian im Stadtzentrum Dilis mit Steinen. Die Polizei verstärkte daher den Schutz für die beiden Hotels.
Ende März gab es in Dili einige geschlossene Geschäfte und Restaurants, vor allem von chinesischstämmigen Besitzern. Offene Läden boten vor der Tür Möglichkeiten zum Händewaschen. Allgemein waren weniger Menschen unterwegs. Stärker war der Verkehr aus der Stadt hinaus und bei dren großen Lagerhäusern, wo Reis verkauft wird, das wichtigste Grundnahrungsmittel in Osttimor. Mangel an bestimmten Waren gibt es derzeit noch keinen, allerdings stieg der Preis für Reis und andere Produkte an. Gesichtsmasken sind zu einem alltäglichen Bild in der Stadt geworden. Hier dienen Politiker als Vorbild.

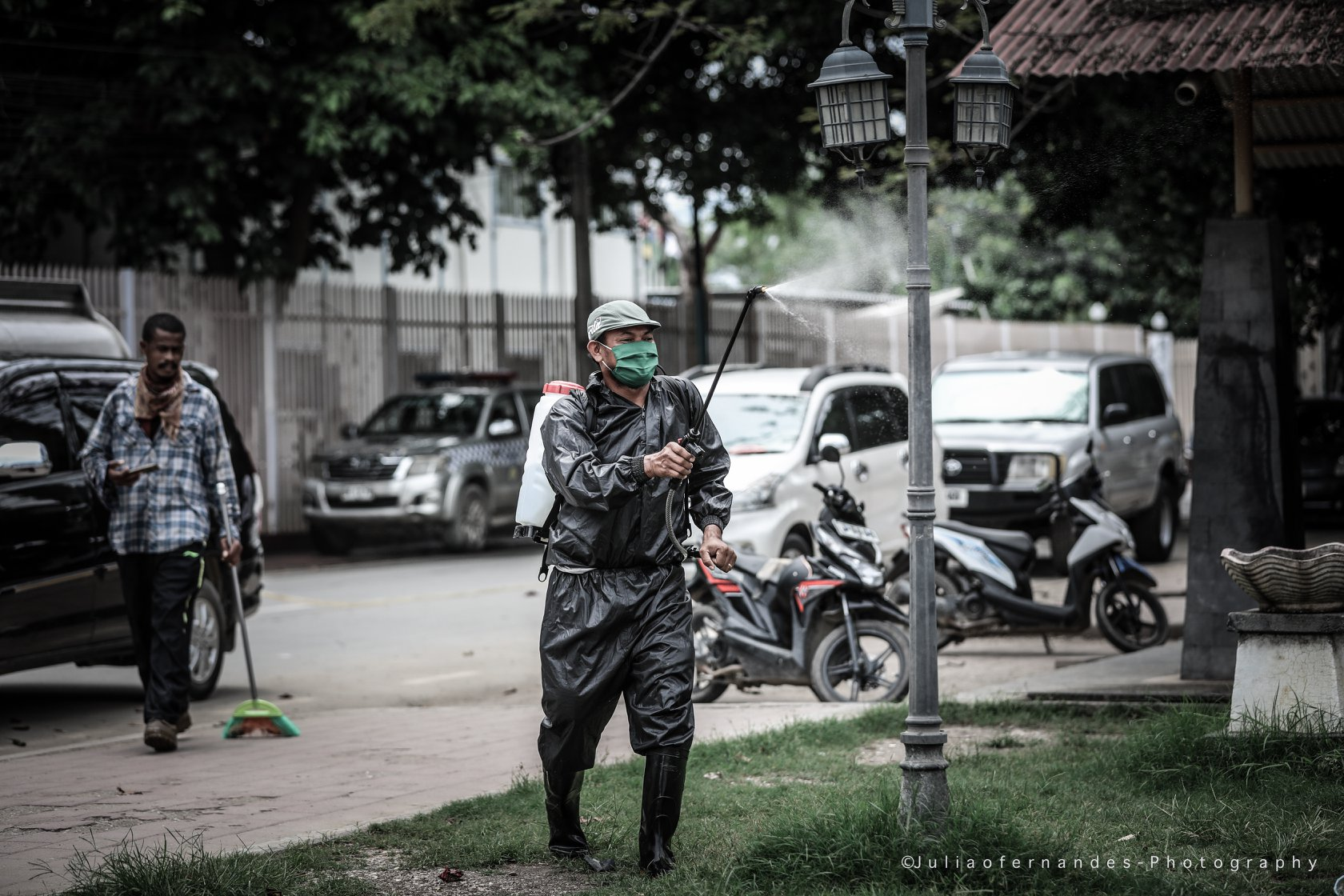
Desinfektionen auf der Straße in Osttimor

Am 25. März wurde eine weitere Quarantäneeinrichtung in Batugade, beim Grenzübergang zu Indonesien eröffnet. Dort wurden 20 Osttimoresen, wegen Nichteinhaltung der 14-Tage-Quarantäne verhaftet, vier indonesische Staatsbürger am Grenzübergang bei Suai.
Im Hotel Aubian beschwerten sich am 26. März Insassen, dass sie zu zweit oder zu dritt in der Quarantänestation untergebracht wurden, womit kein Mindestabstand zueinander eingehalten werden kann. Zudem mangle es an der Sauberkeit im Hotel und Schutzmaßnahmen gegen Mücken fehlten, sodass man den Ausbruch von Dengue und anderen Krankheiten befürchte. Am selben Tag begannen die Arbeiten am Hospital Nacional Guido Valadares (HNGV) zur Einrichtung eines eigenen pathologischen und mikrobiologischen Labors zur Untersuchung von Proben auf COVID-19. Die Kosten von 350.000 US-Dollar übernahmen die Menzies School of Health Research, die australische und die britische Regierung. Die Weltgesundheitsorganisation (WHO) stellte eine PCR-Arbeitsstation (PCR-hood) zur Verfügung. Weiteres Material und Know-how kam aus Australien. Bisher wurden Proben nach Australien ausgeflogen und im Royal Darwin Hospital geprüft. Am 29. März nahm das Labor die Arbeit auf. Seit dem 4. Mai arbeitet es vollkommen autonom, ohne dass die Ergebnisse nochmals in Darwin überprüft werden.
Durch die weltweiten Einbrüche an den Finanzmärkten schrumpfte der Wert des nationalen Erdölfonds bis zum 27. März um 1,8 Milliarden US-Dollar. Der parallel fallende Erdölpreis senkte zudem die Einnahmen des Staates.
Am 29. März führten zahlreiche Osttimoresen in Metinaro eine traditionelle Zeremonie durch, damit das Land von COVID-19 verschont bleibt. Die Veranstaltung erntete Kritik, da die Teilnehmer keine Schutzmasken trugen und nicht genügend Abstand zueinander einhielten. Am selben Tag vereinbarte das Gesundheitsministerium mit dem Hotel Vila Verde die Nutzung von Zimmern zur Unterbringung von Quarantänepatienten.
Am 30. März vermeldete das Außenministerium, dass erstmals ein osttimoresischer Staatsbürger an COVID-19 erkrankt sei. Es handelt sich um einen Angehörigen der Botschaft in den Philippinen, der seit zwei Tagen unter Beobachtung in einem Krankenhaus sei. Tags darauf kam die Meldung, dass auch bei Abrão dos Santos, dem osttimoresischen Botschafter in China Verdacht auf Corona bestehe.
Seit Beginn der Krise hatte es Kritik an Vize-Gesundheitsministerin Amaral gegeben. Mehrfach geriet sie bei Pressekonferenzen in Streit mit Journalisten. Nachdem am 2. April in zwei aufeinanderfolgenden Pressekonferenzen zwei unterschiedliche Angaben über die Anzahl der Verdachtsfälle in Osttimor veröffentlicht wurden, wurde am Tag darauf Amaral von Staatspräsident Francisco Guterres, auf Vorschlag von Premierministers Taur Matan Ruak entlassen. Zum offiziellen Sprecher für die COVID-19-Pandemie wurde Kapitän Donaciano da Costa Gomes ernannt, der nun den Krisenstab leitet. Dem Stab gehören außerdem Sérgio Lobo, Rui Maria de Araújo und Odete Viegas, die Generaldirektorin für Gesundheitsleistungen im Gesundheitsministerium.
Aufgrund der Krisensituation nahm Taur Matan Ruak nach Absprache mit Präsident Guterres sein Rücktrittsgesuch als Premierminister vom 25. Februar am 8. April wieder zurück.

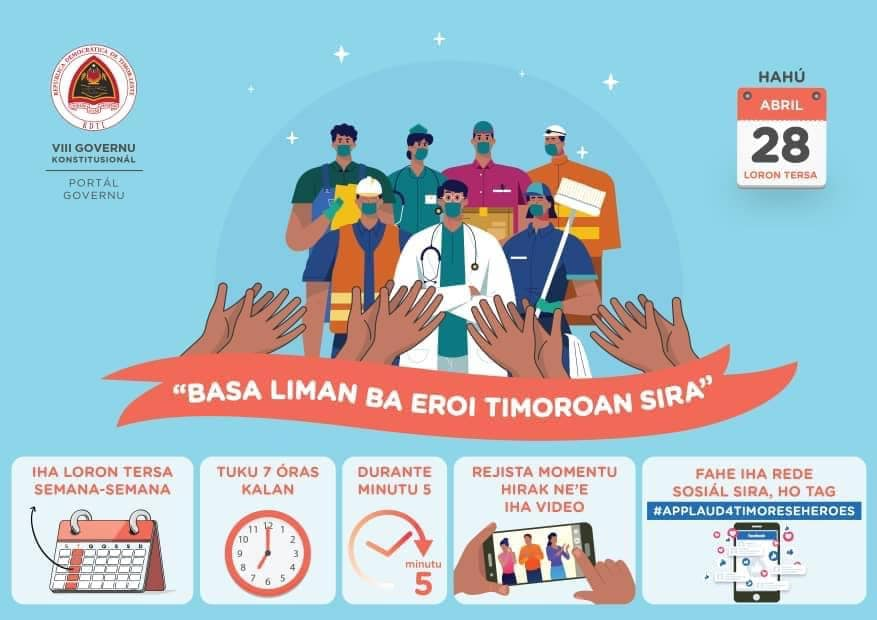
Aufruf zur Solidaritätsbekundung für die Helfer am 28. April

Am 10. April wurde die zweite bestätigte SARS-CoV-2-Infizierte offiziell gemeldet, während der erste inzwischen für gesund erklärt wurde. Die zweite Infizierte ist eine Osttimoresin, die mit zehn anderen Personen von Kupang (Indonesisch-Westtimor) über die Landgrenze bei Batugade eingereist war. Danach wurden die elf und sieben weitere Eingereiste mit einem von der Regierung gecharterten Bus in das Quarantänezentrum im Hotel Katuas in Dili gebracht. Nach Entdeckung der Infizierten wurden alle 168 Bewohner des Quarantänezentrums auf SARS-CoV-2 getestet. Bei den meisten fiel der Test negativ aus und man brachte sie in andere Quartiere. Auch der Fahrer und Beifahrer des Busses hatten negative Testergebnisse. Bis zum 16. April hatte man aber bei 15 weiteren Personen aus der Gruppe im Bus ein positives Testergebnis festgestellt. Eine weitere infizierte Person wurde in der Quarantänestation im Hotel Timing festgestellt. Es handelt sich um einen Osttimoresen, der am 29. März in das Land eingereist war. Alle Infizierten befinden sich im Gesundheitszentrum in Vera Cruz. Von ihnen zeigen nur drei leichte Symptome der Erkrankung.
Vier bestehende Verdachtsfälle sind ebenfalls in Vera Cruz untergebracht. Sie kommen aus verschiedenen Quarantäneeinrichtungen in Dili: eine Person aus der Gruppe im Hotel Katuas, eine aus dem Hotel Fortuna in Farol (eingereist am 29. März), eine aus dem Hotel Novo Horizonte (eingereist am 8. April) und eine weitere Person. Bei 14 Personen wurde die 14-tägige Quarantäne verlängert.

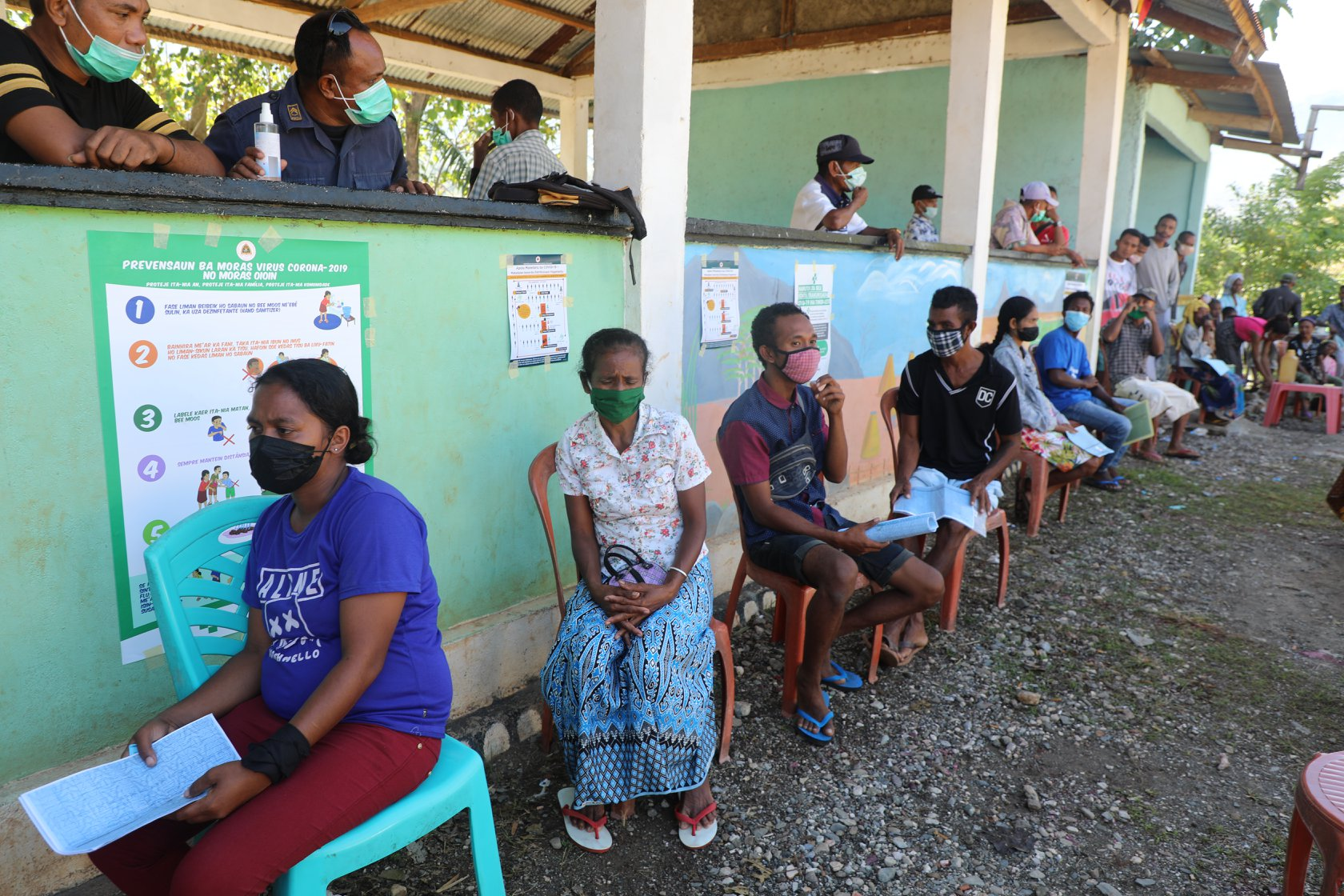
COVID-19-Info-Veranstaltung in Bobonaro

Am 19. April wurde in der Quarantänestation des Hotels Lecidere ein weiterer Infizierter festgestellt und nach Vera Cruz gebracht. Er war am 31. März aus Jakarta über Westtimor eingereist. Später wurde gemeldet, dass man bei einem portugiesischen Lehrer, der sich seit Wochen in Quarantäne zu Hause befindet, eine schwache Viruslast bei einer Testwiederholung gefunden hat. Er ist nun Fall Nummer 20. Bis zum 21. April wurden drei weitere entdeckt, darunter ein weiterer portugiesischer Lehrer aus Liquiçá. Unter den nun als nachgewiesenen Infektionsfällen, sind auch Personen, die zu den schweren Verdachtsfällen gehörten, nun aber als Genesen eingestuft wurden. Aufgegriffene illegal Eingereiste erhöhen die Zahl der Personen in Quarantäne.
Fall Nummer 24 betraf eine medizinische Hilfskraft, die sich in Vera Cruz angesteckt hat. Dessen Familie wurde sofort unter Quarantäne gestellt und getestet.
Am 7. Mai wurde bekannt, dass erstmals eine osttimoresische Staatsbürgerin aufgrund von COVID-19 verstarb. Sie lebte im nordirischen Dungannon und starb dort an einer Lungenentzündung.
Am 4. August wurde der erste Corona-Fall seit Monaten vermeldet. Es handelte sich um einen indonesischen Staatsbürger, der über Land eingereist war und in Quarantäne stand. Bis Dezember blieb es bei wenigen einzelnen Fällen, doch am 24. Dezember wurden sieben neue Infektionsfälle gemeldet, insgesamt mussten neun Personen im Krankenhaus behandelt werden. Die Regierung schloss daher wieder für In- und Ausländer alle Grenzen bis einschließlich dem 2. Januar 2021. Die Zahl der im Krankenhaus versorgten Infizierten stieg bis zum 30. Dezember auf 13 Personen, zehn in Dili und drei in der Exklave Oe-Cusse Ambeno. An diesem Tag verlängerte das Parlament den Ausnahmezustand zum neunten Mal.

### 2021

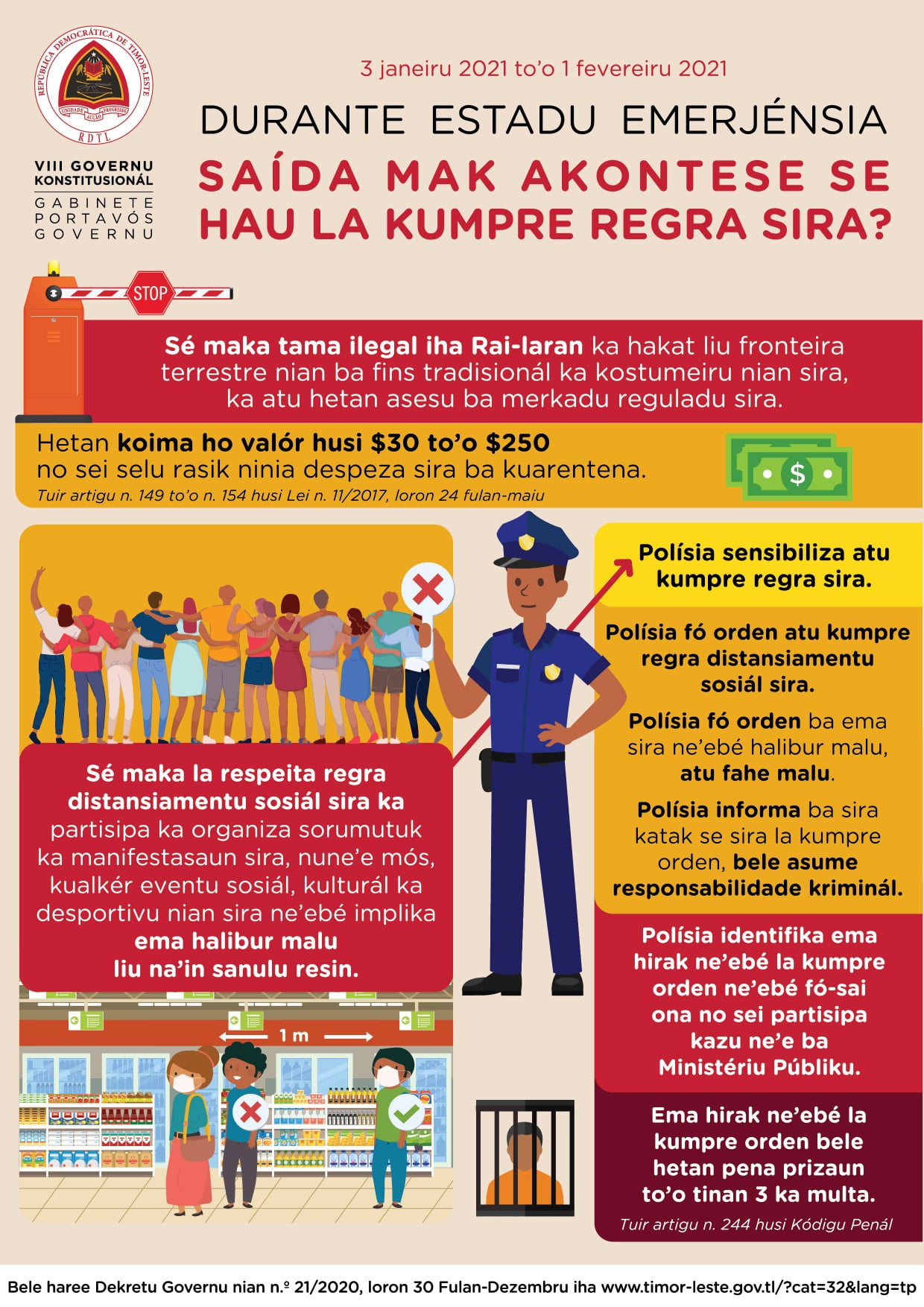
Corona-Regeln im Februar 2021

Im Januar kamen neue Erkrankte hinzu, die aus Malaysia und Großbritannien vor der erneuten Schließung der Grenzen eingereist waren. Am 4. Januar 2021 wurde der zweite Todesfall eines osttimoresischen Staatsbürgers gemeldet. Es handelte sich um einen 51-jährigen Mann im indonesischen Surabaya.
Am 16. Januar wurde bei einem osttimoresischen Arzt, der sich um die Corona-Fälle kümmerte, eine SARS-CoV-2-Infektion festgestellt. Er ist der zweite Mediziner, der sich in Osttimor angesteckt hat. Am 11. Februar wurde mit 14 neuen Fällen bei Einreisenden an einem Tag die Grenze von 100 Fällen erreicht.
Der am 13. Februar gemeldete Fall Nummer 101 war ein Osttimorese, der am 5. Februar illegal die Grenze nach Indonesien überquert hatte, um seine Familie in Atambua zu besuchen. Nach seiner Rückkehr am 10. Februar nahm er zunächst ein Motorrad-Taxi nach Maliana und dann von dort mit elf anderen Personen in einem Bus nach Bobonaro. Die meisten Passagiere reisten in den Suco Lourba. Untersuchungsteams fahndeten nach den Kontaktpersonen, nachdem die Infektion des Mannes bekannt wurde. Aufgrund des Vorfalls wurde am 16. Februar ab Mitternacht ein Ausreiseverbot von den beiden Grenzgemeinden Bobonaro und Cova Lima in den Rest des Landes bis zum 3. März verhängt.
Am 16. Februar begann ein Massentest in Bobonaro, Cova Lima und Oe-cusse Ambeno, bei dem über 3000 Personen bis Ende Februar getestet wurden. Am 23. Februar entdeckte man vier infizierte Personen in der Aldeia Clau Halec (Suco Belulic Leten, Cova Lima), woraufhin den Bewohnern verboten wurde, die Aldeia zu verlassen. Die Infizierten wurden in das Isolationszentrum in Dili gebracht. Zwei weitere Infizierte, die zum selben Ausbruchs-Cluster gehören, wurden am nächsten Tag gemeldet. Am 28. Februar wurde ein zweiter Ausbruchsherd an der Grenze entdeckt. In der Aldeia Onu-Laran (Suco Maudemo, Cova Lima) wurde bei zwei Personen COVID-19 festgestellt, darunter ein Schüler der Grundschule in Salele. Am 5. März registrierte man fünf weitere Fälle im Suco Maudemo, zwei in der Aldeia Mane Quic und drei in der Aldeia Baleo Quic. Drei der neuen Fälle waren Schüler der Escola Básica Central de Fatumean. Dazu kam ein neuer Fall bei einer Frau, die von Dili nach Baucau gereist war. Mitreisenden war aufgefallen, dass sie Symptome zeigte.

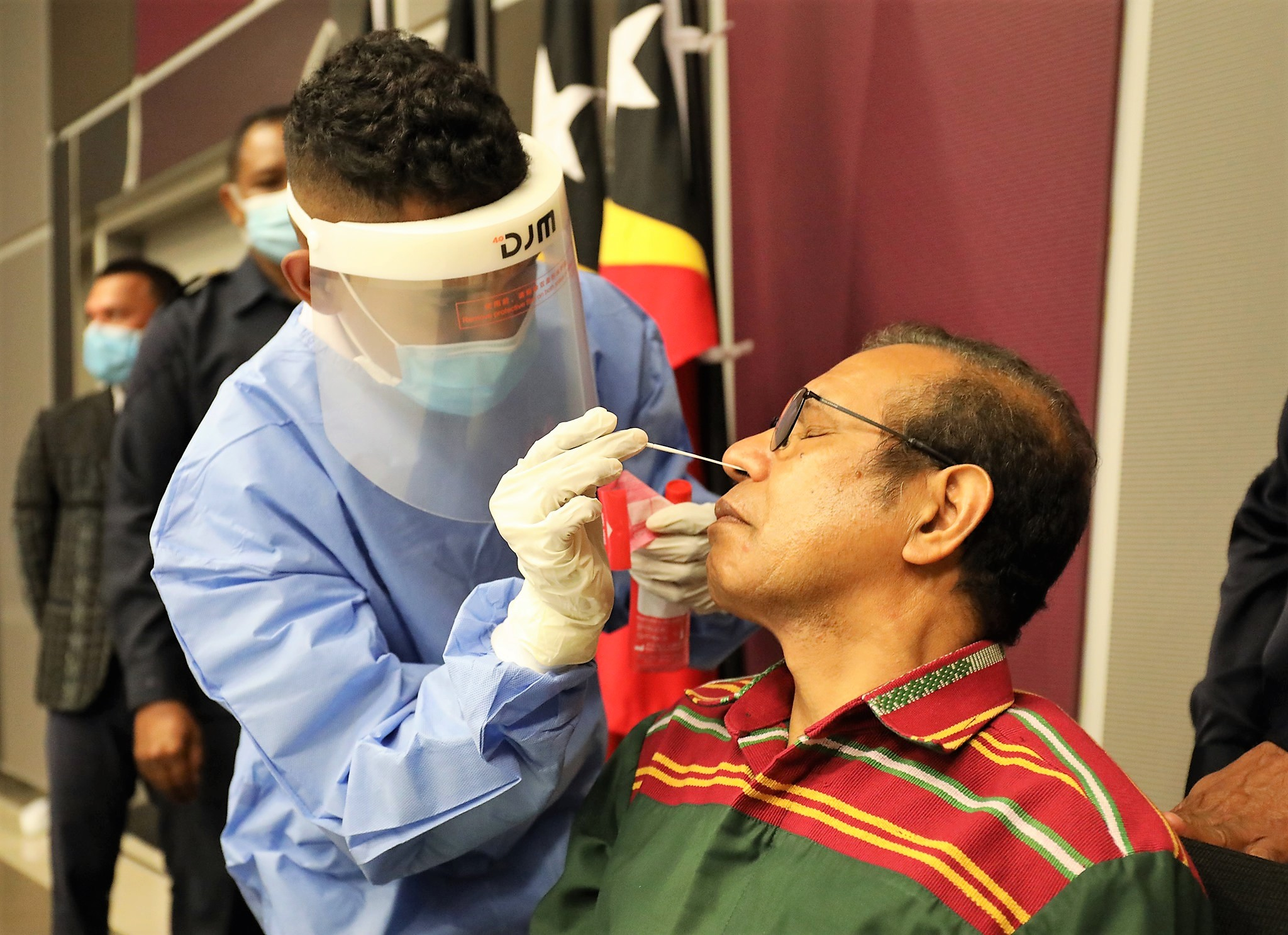
Coronatest beim Premierminister (8. März 2021)

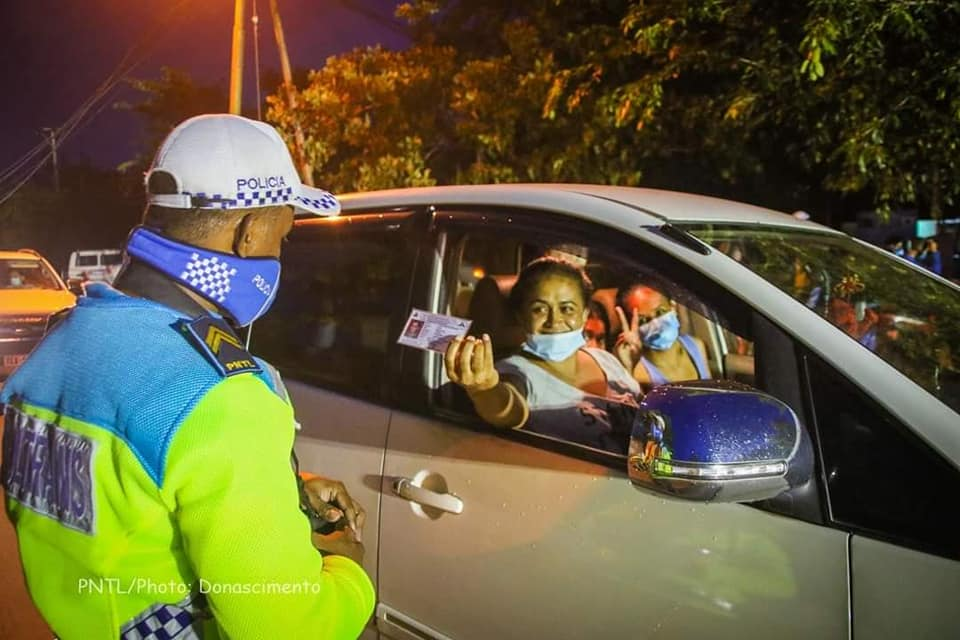
Einfahrkontrolle nach Dili (März 2021)

Die Frau lebte normalerweise in Terra Santa, einer Aldeia im Westen von Dili im Suco Madohi, weswegen man hier auch mit einem Massentest von 300 Einwohnern begann. Bis zum 8. März entdeckte man in Madohi und dem benachbarten Bebonuk drei weitere Fälle. Ab Mitternacht verhängte man einen siebentägigen Lockdown über die Landeshauptstadt Dili, mit Ausgangsbeschränkungen und Aus- und Einreiseverbot in die Gemeinde. Schulen, Restaurants und Geschäfte (außer für den täglichen Bedarf) mussten schließen. Zudem wurde der Massentest ausgedehnt. Die Einwohner Dilis sollten generell zu Hause bleiben, sofern keine medizinische Notwendigkeit zum rausgehen besteht. Das Haus verlassen durfte man auch um „an gerichtlichen oder polizeilichen Verfahren teilzunehmen“, zum Einkauf von Lebensmitteln und für die Bezahlung der Grundversorgung mit Strom oder Telekommunikationsdiensten. Der Gang zur Arbeitsstelle war untersagt. Alle Veranstaltungen gesellschaftlicher, kultureller, sportlicher oder religiöser Art, bei denen es zu einer Ansammlung von Menschen kommt, wurden untersagt. Entsprechend sagte das Erzbistum Dili alle Messen und die Notariatsarbeit innerhalb der Gemeinde Dili ab. Am selben Tag kamen noch sieben weitere neue Coronafälle in Dili dazu, sechs davon in Zusammenhang mit dem Cluster in Madohi. Allerdings fand man keinen Zusammenhang zu dem Fall in Bebonuk, weswegen man nun von zwei Infektionsherden in Dili ausging. Die Polizei begann mit Patrouillen zur Überwachung des Lockdowns und baute Straßensperren an den Einfallsstraßen auf. In Cova Lima wurde der Lockdown am 10. März, mit Ausnahme für das Verwaltungsamt Fatumean aufgehoben.

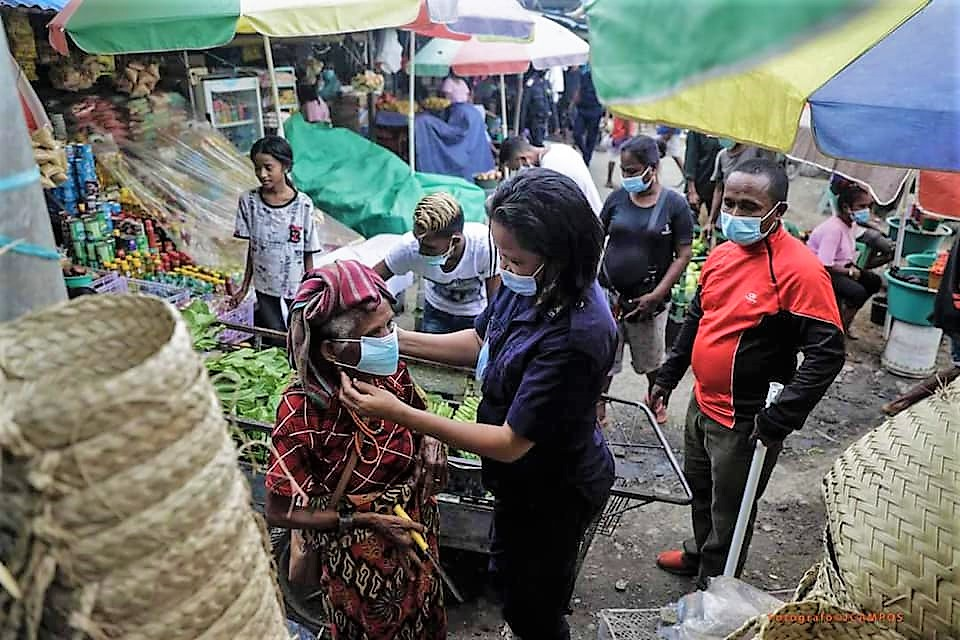
Eine Polizistin hilft bei einer Schutzmaske (März 2021)

Unter Gesundheitsfachkräften in der Ausbildung in Geburtshilfe und Neugeborenenpflege am Hospital Nacional Guido Valadares wurde am 10. März eine infizierte Person entdeckt. Außerdem tauchten Infektionsherde im Ministerium für Transport und Kommunikation und Finanzministerium auf. Über diese tauchten in den folgenden Tagen in Dili in den Aldeias 4 de Setembro und Frecat neue Fälle auf. Dazu meldeten sich Infizierte aufgrund von Symptomen aus Mate Restu und Fatuhada, so dass man am 12. März von 14 Infektionsherden in der Hauptstadt ausging. In Baucau erhöhte sich die Zahl der Coronafälle auf sechs (in Caibada und Uailili). In Dili stieg die Zahl der Infektionsherde auf 19, darunter Teki-Teki, Lurumata (Zero III), Fomento III und Aimutin. Am 15. März wurde der Lockdown für Dili bis zum 2. April verlängert und auf die Gemeinden Baucau und Viqueque bis zum 29. März ausgedehnt. In Viqueque war in Uma Ana Ico (Suco Ossu de Cima) ein Fall bei einer Massenuntersuchung gefunden worden. Auch in Fatumean blieb die Sperre bestehen. Am 20. März war man in Osttimor bei 154 aktuelle Infizierte und 34 Infektionsherde allein in Dili. Am 26. März waren es dann fast 50 Infektionsherde in Dili und 298 Fälle im Land, darunter auch in Oe-Cusse Ambeno und in Lautém. Am 24. März wurde der Lockdown über Fatumean aufgehoben, weil der Krankheitsausbruch dort unter Kontrolle gebracht wurde.
Am 28. März wurde bekannt, dass der führende KHUNTO-Politiker José Naimori dos Santos Bucar positiv getestet wurde. Er ist der erste prominente Infizierte. Naimori begab sich mit einem seiner Kinder in ein Zimmer des Hotels Novo Horizonte zur Isolation. Doch bereits drei Nächte später war er bereits wieder in seinem Privathaus, wo er den Rest der Isolationszeit verbrachte, was in der Öffentlichkeit kritisiert wurde. Die Möglichkeit, die Zeit der Infektion zu Hause auf eigene Kosten abzuwarten, wurde erst in der Woche durch die Regierung ermöglicht. Gedacht war sie als „letzter Ausweg“ bei einer Überfüllung der Isolationszentren.

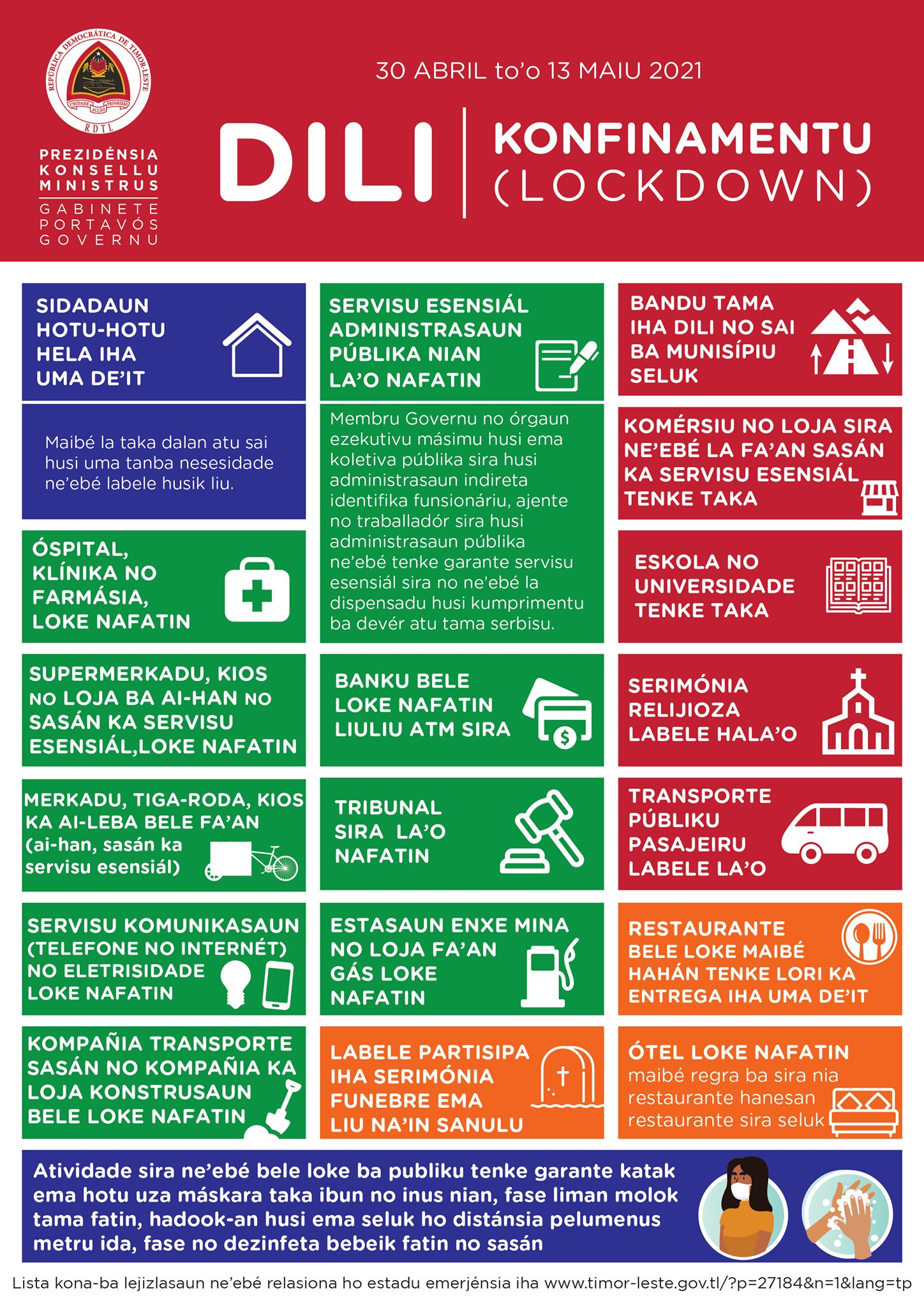
Lockdown-Regeln ab dem 30. April 2021

Kritik erntete Ende März der Freiheitsheld und ehemalige Präsident Xanana Gusmão, der mehrmals ohne Schutzmaske in großen Menschenmengen gesehen wurde. Fotos und Videos davon gingen in Facebook und WhatsApp viral.
Am 1. April wurde der Lockdown verlängert. In Dili bis zum 16. April und in Baucau und Viqueque bis zum 9. April. In der Gemeinde Ermera registrierte man die ersten beiden Fälle. Es handelte sich um zwei Personen aus Dilis Aldeia Golgota, die am 26. März nach Letefoho gereist waren. Tags darauf versammelten sich mindestens tausend Menschen an den Ausfallstraßen Dilis und wollten die Stadt verlassen. In den sozialen Netzwerken hatte sich die Falschmeldung verbreitet, dass die Ausreise aus Dili an dem Tag kurzzeitig möglich sein sollte. Vor allem Studenten beklagten, dass die von der Regierung gelieferten Säcke mit Reis nicht ausreichten, um zu überleben, weswegen sie in die Heimat fahren wollten. Die Regierung versprach weitere Hilfen, das Reiseverbot blieb aber bestehen. Die Zahl der akuten Fälle hatte im Land 451 erreicht.
In der Nacht zum 4. April kam es in Folge von schweren Regenfällen zu schweren Überschwemmungen in Dili und weiten Teilen des restlichen Landes. Unter anderem wurde auch das Lager des Autonomen Dienstes für Arzneimittel und medizinische Geräte des öffentlichen Instituts (Serviçio Autónomo de Medicamentos e Equipamentos de Saúde SAMES) überschwemmt, in dem die staatlichen Medikamentenvorräte untergebracht sind. Dort befanden sich auch die Kühlkammern, in denen die 24.000 Dosen der ersten Charge von COVID-19-Impfstoff am Montag untergebracht werden sollten, und andere Ressourcen zur Bekämpfung der COVID-19-Pandemie in Osttimor. Mit Lastwagen konnte man Teile der Lagerbestände retten. Trotzdem wurden persönliche Schutzausrüstung und Masken zerstört. Auch das Nationale Laboratorium und das Nationale Krankenhaus Guido Valadares (HNGV) waren vom Wasser betroffen. Auch die Isolationszentren zur Quarantäne in Vera Cruz und Tasitolu waren von den Fluten betroffen. Vier Personen aus dem Isolationszentrum in Vera Cruz, die schwerer an COVID-19 erkrankt sind, wurden in das Krankenhaus von Lahane verlegt. Die mehrere tausend Obdachlosen wurden in Schulen untergebracht, die wegen der Pandemie zurzeit geschlossen sind. Einzelne Familien sollen dabei zur Vermeidung der Ausbreitung von COVID-19 getrennt voneinander untergebracht werden.
Am 5. April wurde der erste Coronafall auf der Insel Atauro gemeldet und am Tag darauf die erste Corona-Tote in Osttimor. Eine 44-jährige Frau, die am 24. März positiv getestet wurde, zeigte am 4. April erste Krankheitssymptome. Sie litt an chronischem Nierenversagen und hohem Blutdruck, verweigerte aber eine Hämodialyse. Die Patientin verstarb am 5. April im Lahane-Krankenhaus gelitten habe. Die Beerdigung fand in Schutzanzügen im für COVID-19-Opfer vorgesehenem Friedhof in Metinaro statt.
Der Corona-Lockdown mit Einschränkung der Bewegungsfreiheit wurde wegen der Flutkatastrophe am 8. April ausgesetzt. Allerdings blieb die Einschränkung, dass man die Gemeinde nur mit negativem Corona-Testergebnis verlassen durfte. Auch größere Veranstaltungen blieben verboten. Am 10. April gab es einen neuen Coronafall in Bobonaro, dazu kamen ein Fall in Ainaro und fünf in Ermera, neben zahlreichen neuen in Dili. Insgesamt gab es nun 531 aktive Fälle.
Als erster Prominenter starb der ehemalige Unabhängigkeitskämpfer Ma'huno Bulerek Karathayano im Alter von 72 Jahren an COVID-19.

## Gesundheitsmaßnahmen

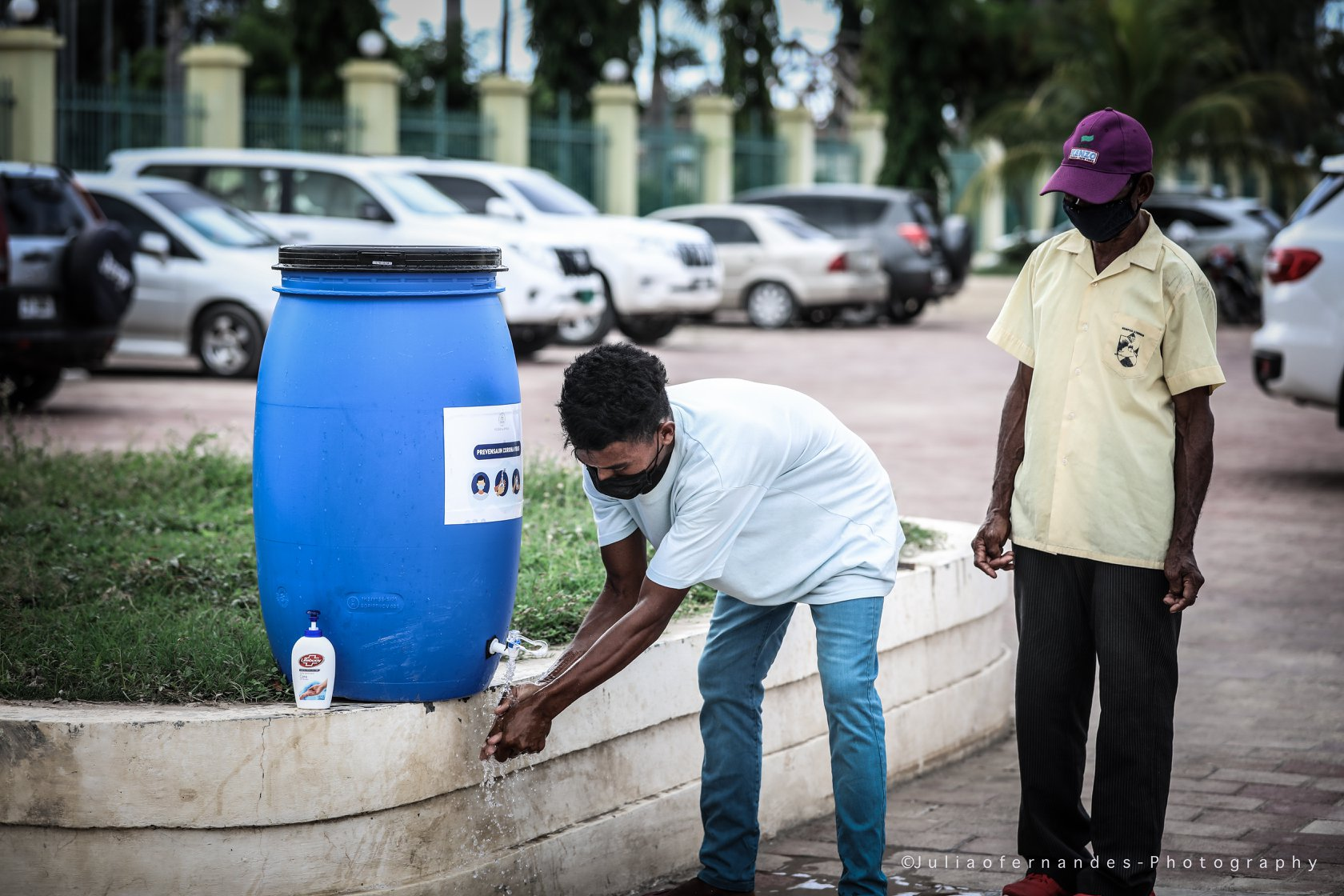
Hände waschen zum Schutz vor einer Infektion

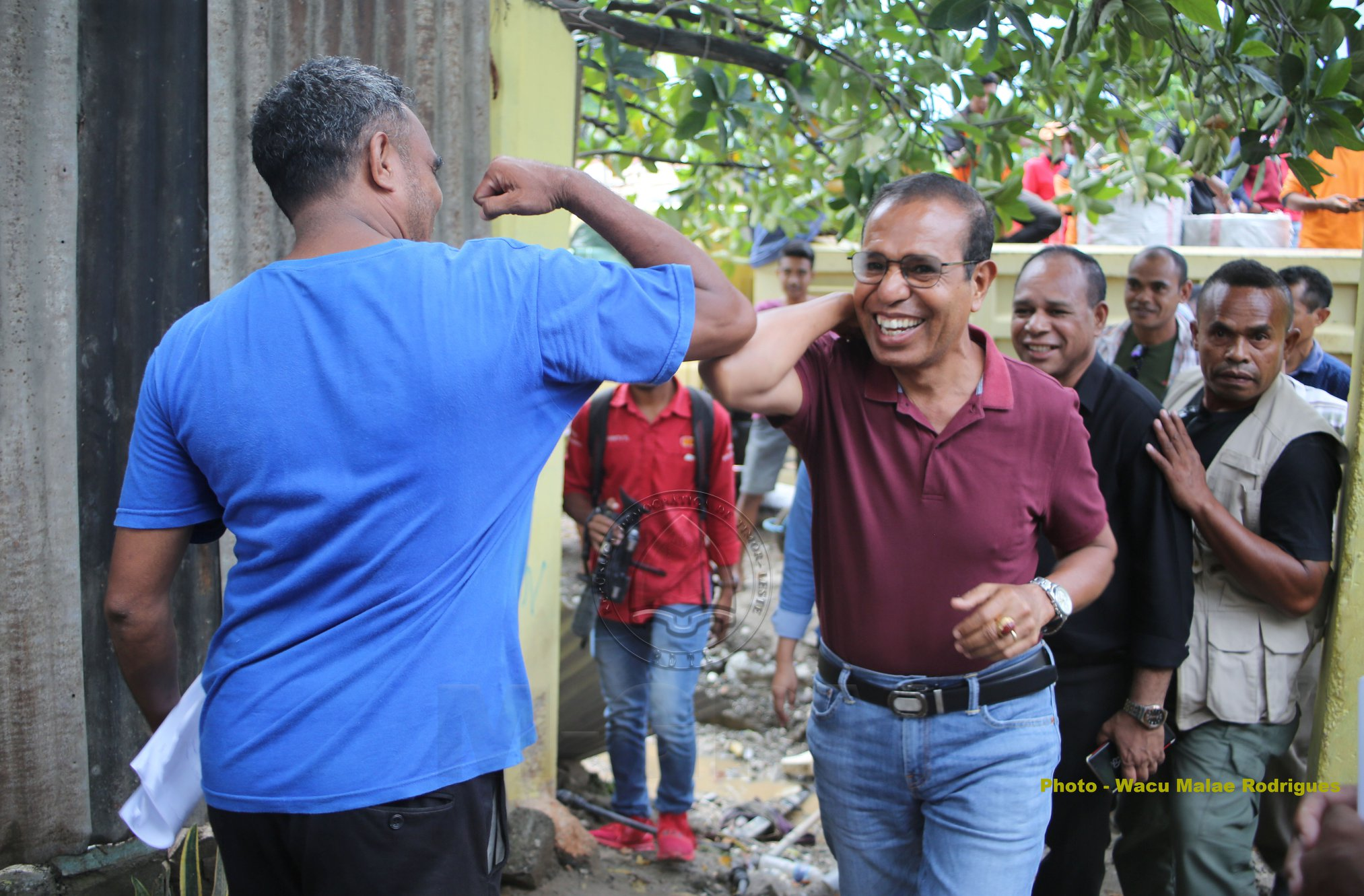
Auch Premierminister Taur Matan Ruak macht den Coronagruß (März 2020)

Die Regierung Osttimors und die WHO begannen Anfang März 2020 Aufklärungskampagnen, um eine mögliche Verbreitung der COVID-19-Pandemie in der Bevölkerung zu vermeiden. Vize-Gesundheitsministerin Amaral empfahl, man solle auf seine Hygiene achten, die Hände regelmäßig mit Seife waschen, den Mund beim Niesen bedecken und einen Meter Abstand von Menschen mit grippeähnlichen Symptomen halten. Am 10. März verkündete sie, dass die Bairo Formosa Klinik und eine Unterkunft in Tibar zu 80 % bereit wären, Infizierte aufzunehmen. Am 12. März wurden die Pläne konkretisiert: In Bairo Formosa findet eine erste Sichtung statt. Dann werden die Infizierten im Gesundheitszentrum in Vera Cruz versorgt und falls die Fallzahlen steigen würden, wäre eine Unterbringung in Tibar angedacht.
Die WHO schickte Testkits sowie Schutzkleidung und -handschuhe nach Osttimor. Australien stellte ebenfalls Schutzausrüstung für medizinisches Personal zur Verfügung. China lieferte ein Infrarotgerät, um bei ankommenden Passagieren am Flughafen Presidente Nicolau Lobato auf Fieber zu messen.
Insgesamt beschloss die Regierung 498.000 US-Dollar aufzuwenden, um die Quarantänezentren auszubauen und Geräte zur Prävention zu kaufen. Dem Gesundheitsministerium wurde ein weiteres Sonderbudget von einer Million US-Dollar, dem Außenministerium 500.000 US-Dollar zugewiesen.
Die Banco Nacional Ultramarino (BNU), eine der wichtigsten Banken in Osttimor, entschied an den Eingängen zu den Filialen Temperatur zu messen und Desinfektionsmittel für die Hände aufzustellen.
Papst Franziskus verschob, angesichts der Pandemie, seine für 2020 geplante Reise nach Osttimor, Indonesien und Papua-Neuguinea auf 2021. Die osttimoresische Bischofskonferenz empfahl den Gläubigen, kein Weihwasser an den Türen der Kirche zu verwenden, um die Kommunion in ihren Händen zu erhalten und Messen zu meiden, wenn sie krank sind, um das neue Coronavirus zu verhindern. Zu den Empfehlungen in einem pastoralen Kommuniqué gehörte auch, vom Küssen der Heiligenstatuen oder der Hände der Priester abzuraten und dass die Priester die Menschen segnen und nicht mit der Hand zu begrüßen sollten. Auch der traditionelle Friedensgruß in der Eucharistie solle unterbleiben. „Waschen Sie Ihre Hände gut, stärken Sie die Hygiene, bedecken Sie Ihren Mund beim Husten oder Niesen und vermeiden Sie den Kontakt mit anderen Menschen und Tieren,“ riet das Schreiben. Das Erzbistum Dili stellte ab dem 21. März die Messen und religiösen Versammlungen in der Landeshauptstadt Dili und dem Vorort Dare für eine Woche allgemein ein. Sonntags-, Tages- und Trauermessen sollen von den Pfarrern ohne Besucher zelebriert werden. Am 24. März entschied die Episkopalkonferenz der drei Bischöfe Osttimors alle Messen bis einschließlich des Osterfestes abzusagen.

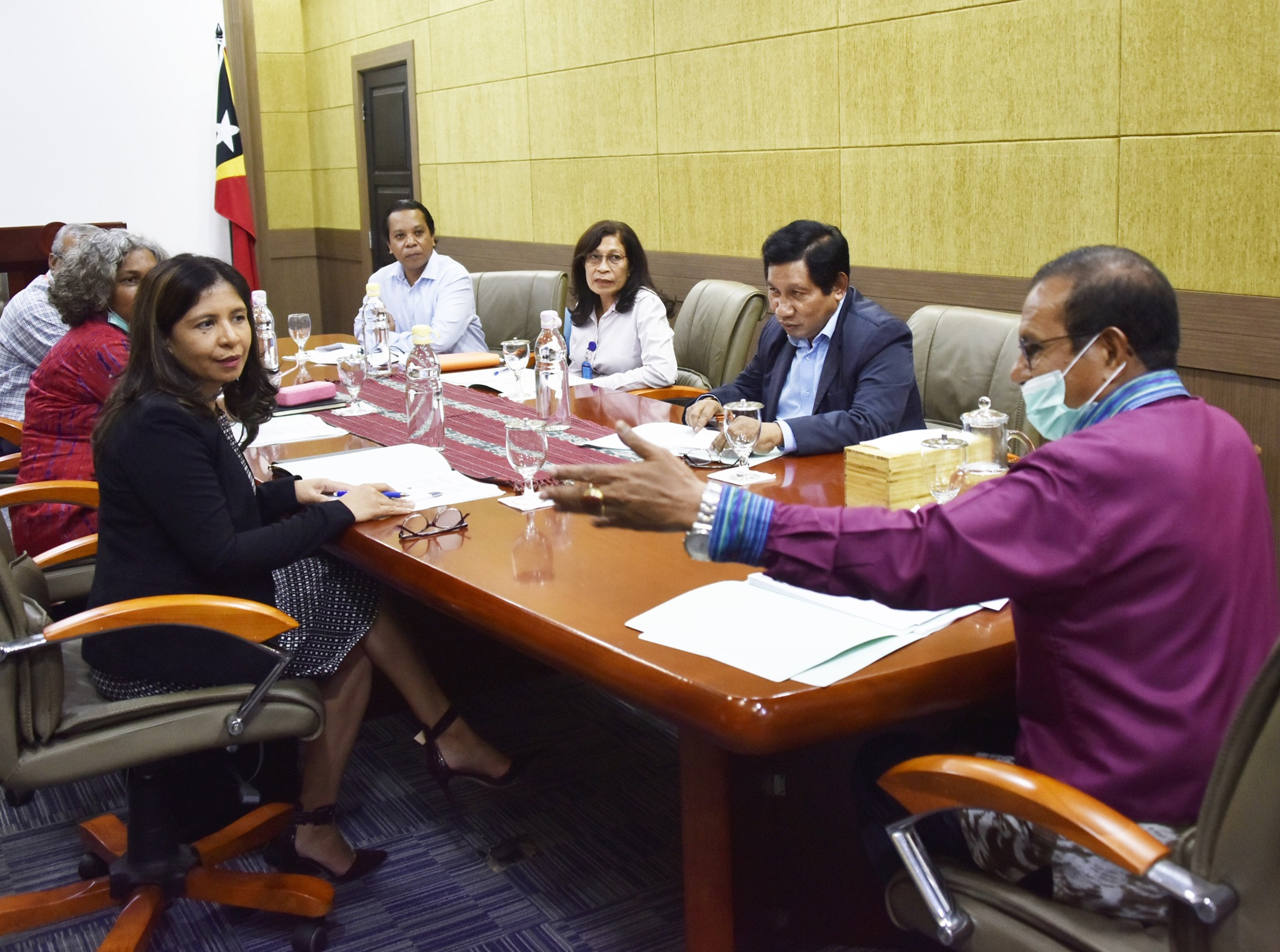
Die Kommission zur Coronabekämpfung (23. März 2020)

Die Universidade Nasionál Timór Lorosa'e (UNTL) begann am 20. März mit Fernunterricht. Bis zum 14. April wurden alle Präsenzkurse als vorbeugende Maßnahme ausgesetzt. Die Schulen ab dem 22. März wurden zunächst für eine Woche geschlossen, dann wurde die Schließung bis zum Ende des Ausnahmezustandes verlängert. Als Ersatz wurde ab dem 1. April ein Fernunterricht eingerichtet. Dazu werden über die öffentlichen Radio- und Fernsehprogramme RTTL und TVE spezielle Sendungen gebracht. Weitere Lerninhalte sollen über Facebook und YouTube verbreitet werden. Den verbliebenen Hochschulen wurde empfohlen, für zwei Wochen den Unterricht einzustellen. Auch die Ministerien wiesen Beamte und Angestellte an zu Hause zu bleiben, wenn es nicht unbedingt nötig ist zur Arbeit zu kommen.
Am 23. März beschloss die Regierung erneut, den Ausnahmezustand zu beantragen. Außerdem sollen zur Bekämpfung der Krankheit für 11 Millionen US-Dollar Medikamente und medizinische Geräte von China gekauft werden. Premierminister Taur Matan Ruak richtete die Kommission zur Beratung und Bewertung von Strategien zur Prävention und Bekämpfung der Coronavirus-Pandemie (tetum Komisaun Akompañamentu no Avaliasaun Estratéjia ba Prevensaun no Kombate Pandemia Koronavírus, CAAEPC-COVID-19) ein. Mitglieder sind die ehemaligen Gesundheitsminister Nélson Martins und Sérgio Lobo, die ehemalige stellvertretende Gesundheitsministerin Ana Isabel Soares (alle drei sind Ärzte) sowie Rajesh Pandav, Repräsentant der WHO in Osttimor, Cristina Fontes Lima, ehemalige Gesundheitsministerin von Kap Verde und Beraterin im Ministerium für die Reform der Legislative und Angelegenheiten des Parlaments und Danina Coelho, osttimoresische Spezialistin für Infektionskrankheiten von der Stanford International Clinic.

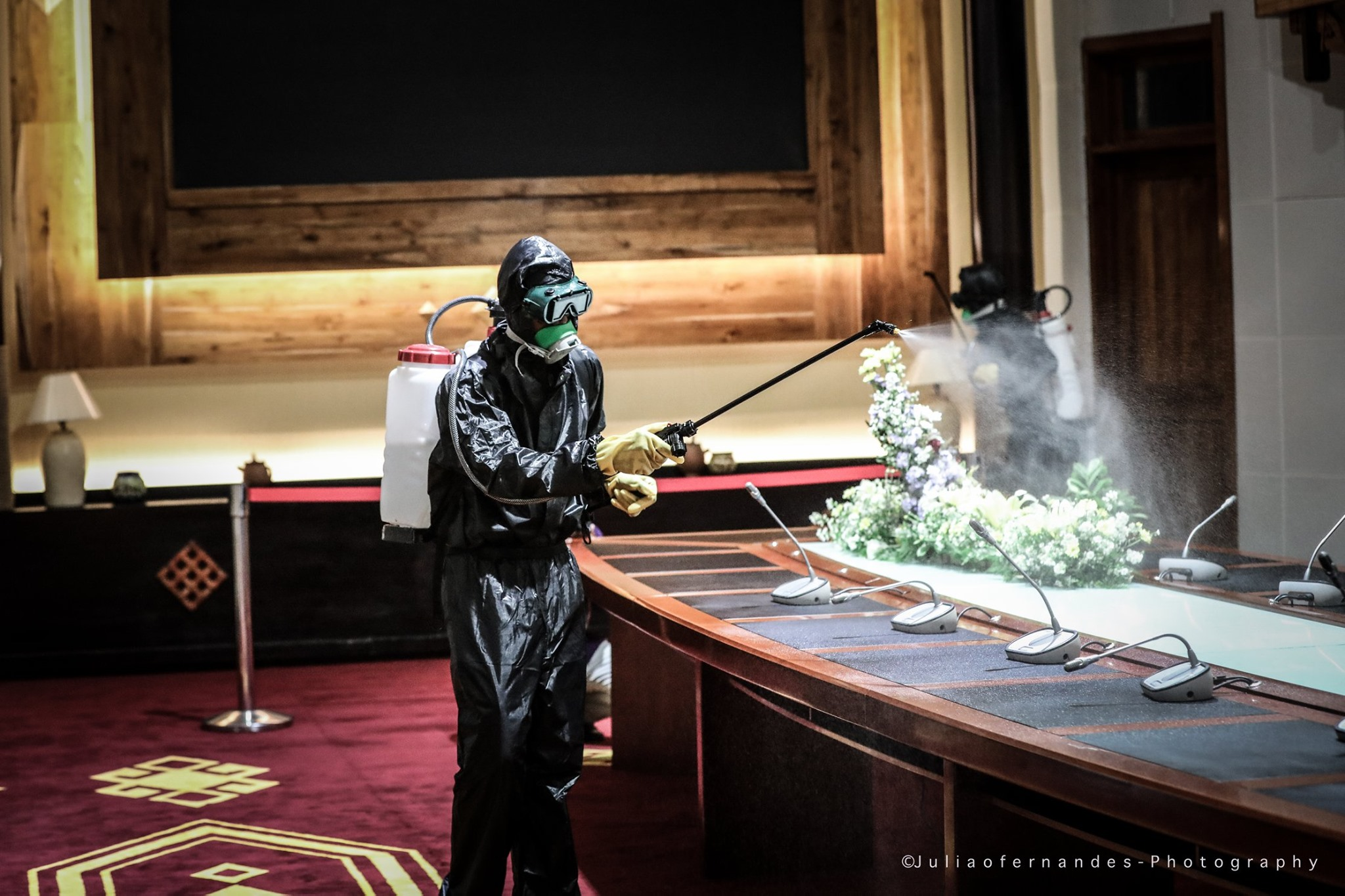
Desinfektion des Sitzungssaals im Präsidentenpalast (26. März 2020)

Nach Sitzungen von Staatsrat und Sicherheitsrat (bei dem Danina Coelho, der Arzt und ehemalige Premierminister Rui Maria de Araújo und Daniel Santos, Direktor von FONGTIL als Gäste geladen waren) stimmte Staatspräsident Guterres der Ausrufung des Ausnahmezustandes zu. In letzter Instanz stimmten am 26. März 2020 auch die Abgeordneten des Nationalparlaments einstimmig für die Verhängung des Ausnahmezustands ab dem 27. März um Mitternacht bis inklusive des 26. April. Am Tag zuvor hatte sich noch die Zerstrittenheit der Parteien im Parlament widergespiegelt. Anträge der Regierung für die Freigabe zusätzlicher Finanzmittel wurden von der neuen Mehrheitskoalition abgelehnt, obwohl noch immer Mitglieder zweier der Parteien Kabinettsmitglieder sind und dort für die Anträge gestimmt hatten.

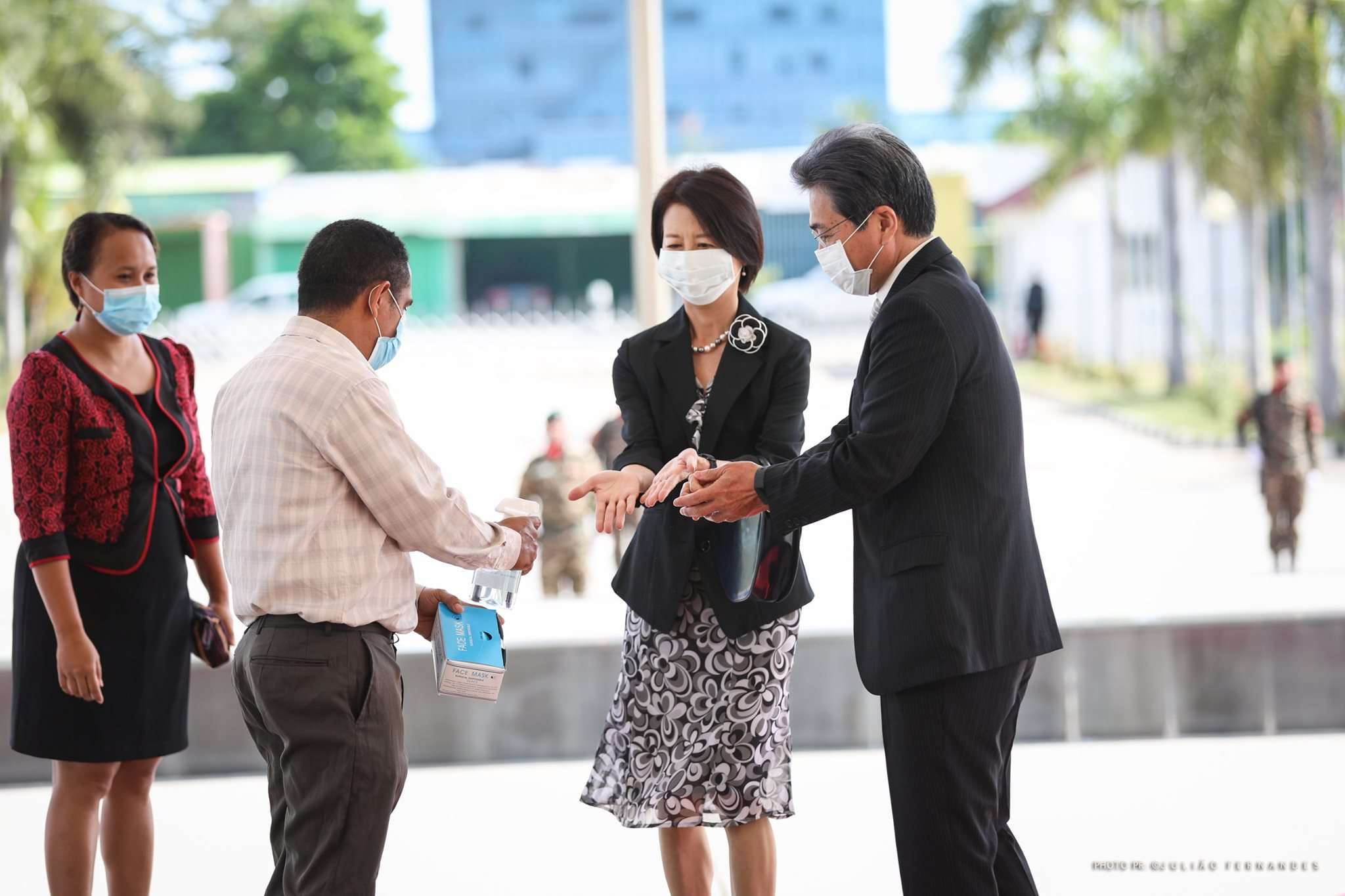
Japans Botschafter Kinefuchi und seine Begleiterin müssen ihre Hände desinfizieren, bevor sie in den Präsidentenpalast dürfen.

Der Ausnahmezustand ermöglicht die Einschränkung von Grundrechten. Beschlossene Maßnahmen sind die Gesundheitskontrollen an den Häfen und Flughäfen zur Einreisebeschränkung und gegebenenfalls Zwangsquarantäne, sowohl im Eigenheim, als auch in Quarantäneeinrichtungen. Wesentlicher Güterverkehr und Dienstleistungen sollen über die Grenzen weiter möglich sein. Sofern „verhältnismäßig“, dürfen Reisen und der Aufenthalt im öffentlichen Raum eingeschränkt werden, wenn er nicht zur medizinischen oder lebensnotwendigen Versorgung, der Unterstützung Dritter oder anderer gewichtiger Gründe dient. Versammlungen und Demonstrationen können von den Behörden verboten werden, auch in Verbindung mit einer Einschränkung der Religionsfreiheit, um die Verbreitung der Krankheit bei Großveranstaltungen zu verhindern. Gegen jeden passiven und aktiven Widerstand gegen die Maßnahmen soll von den Behörden vorgegangen werden. Waren und Einrichtungen können beschlagnahmt, Personen (insbesondere in den Bereichen Gesundheit, Katastrophenschutz, Sicherheit und Verteidigung), Produktionsstätten und Betriebe zu Arbeiten angewiesen oder die Unternehmen geschlossen werden. Das Streikrecht wird ausgesetzt, soweit systemkritische Infrastrukturen betroffen sind. Der Sicherheitsrat, die Generalstaatsanwaltschaft und der Ombudsrat für Menschenrechte und Recht sollen ständig Sitzungen abhalten.
Seit dem 24. März ist in Osttimor für Personen mit Corona-Symptomen die Telefonnotrufnummer 119 geschaltet. Auf Empfehlung der Journalistin Zevonia Vieira bedient sich die Regierung zur Information der Bürger gezielt der in Osttimor sehr beliebten Sozialen Medien.
Osttimor hatte Stand 17. April 2020 nur ein Beatmungsgerät. Allerdings sei neue medizinische Ausrüstung, nach Aussage von Rui Maria de Araújo, schon unterwegs.
Am 17. April beschloss die Regierung eine Verlängerung des Ausnahmezustands um weitere 30 Tage. Allerdings wurde durch Formalien die notwendige Bestätigung des Parlaments verzögert, weswegen zunächst der Ausnahmezustand offiziell am Sonntag, den 26. April auslief. Am Montag verlängerte das Parlament den Ausnahmezustand um weitere 30 Tage. Da auch Abgeordnete des Oppositionsbündnisses für die Verlängerung gestimmt hatten, zerbrach die Sechs-Parteien-Allianz. Die Regierung hat nun wieder eine Mehrheit der Abgeordneten hinter sich.
An dem Wochenende hatte die Regierung einen neuen WhatsApp-Service gestartet. Über die App kann in Tetum und Englisch die aktuelle Lage sowie Informationen der WHO, zu Prävention, Symptome, Behandlung, Risiken und Tests abgerufen werden. Auch relevante Nachrichten, wie von der Nachrichtenagentur Lusa werden gesendet. Auf diese Weise soll Gerüchten und Falschmeldungen entgegengewirkt werden. Zur Aktivierung muss man „hello“ an die Nummer +670/75560000 senden. Später soll eine neue Funktion hinzugefügt werden, die Daten wie Geschlecht, Alter und Standort der Nutzer sammelt.
Am 29. April wurden einige Lockerungen der Maßnahmen verkündet. So ist der öffentliche Verkehr wieder zugelassen, sofern die Fahrzeuge täglich vor dem Einsatz „entseucht“ werden, alle Insassen Schutzmasken tragen und diese jeden „physischen Kontakt vermeiden“. Weiterhin müssen bei Dienstleistungen Schutzmasken getragen, vor dem Eintritt in Räumlichkeiten die Hände gewaschen und anderthalb Meter Sicherheitsabstand eingehalten werden. Dies gilt auch für Märkte und Behörden. Straßenverkäufer müssen ständig Schutzmasken tragen.

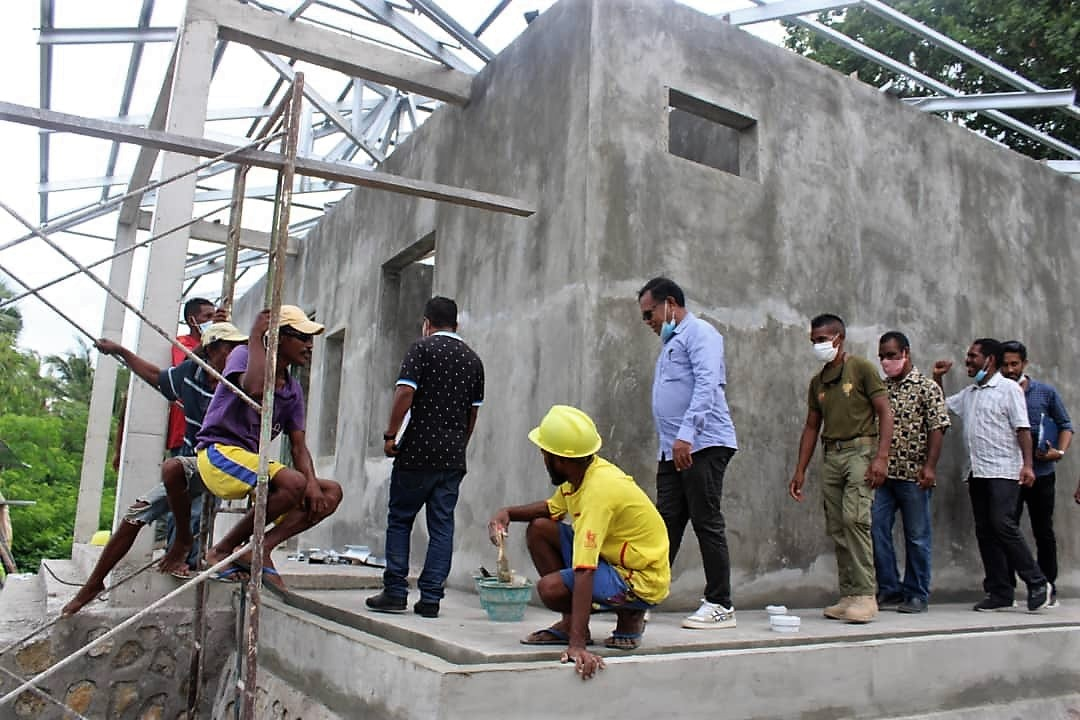
Baustelle der Quarantänestation in Beloi auf Atauro

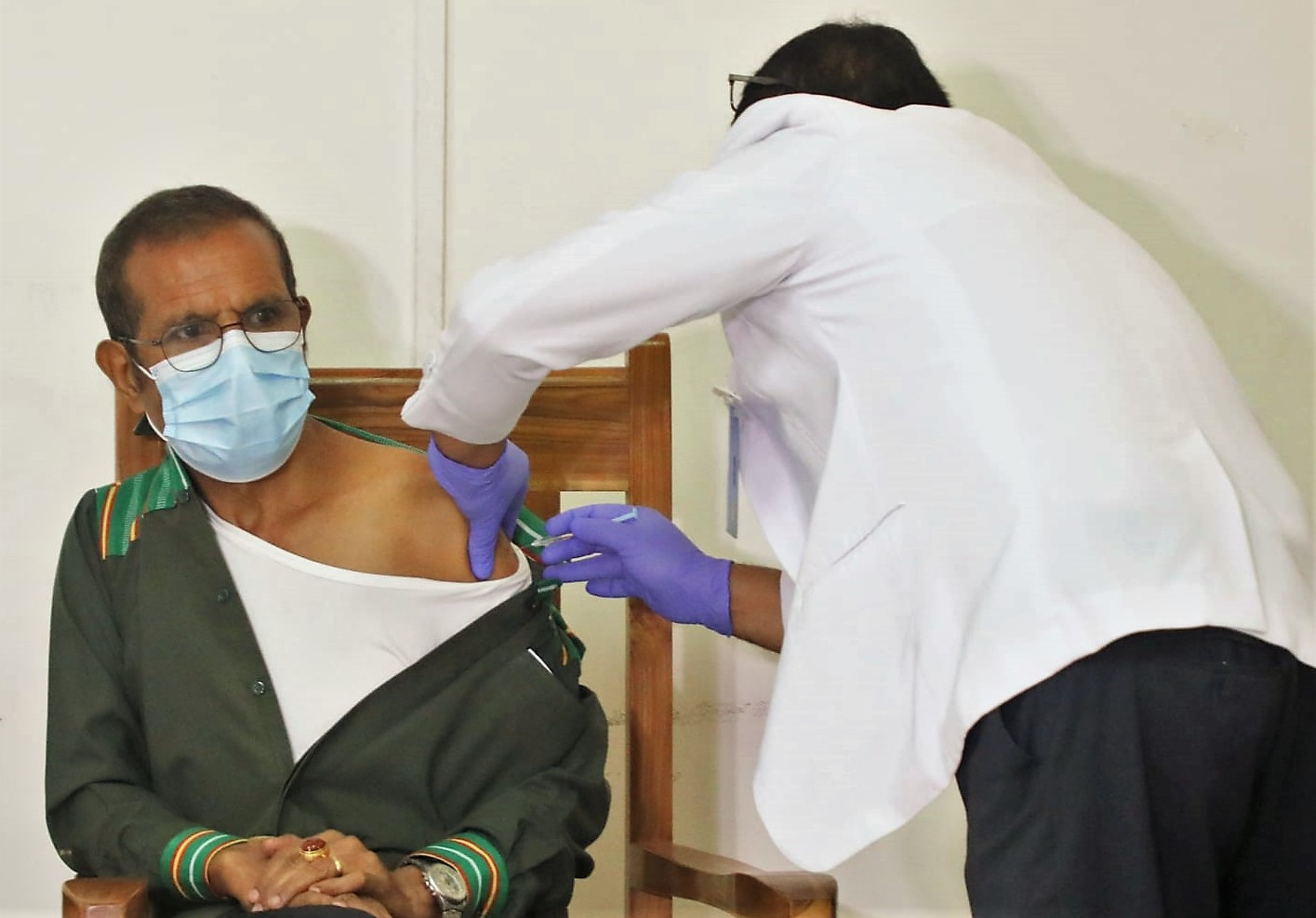
Premierminister Taur Matan Ruak bei der Impfung (7. April 2021)

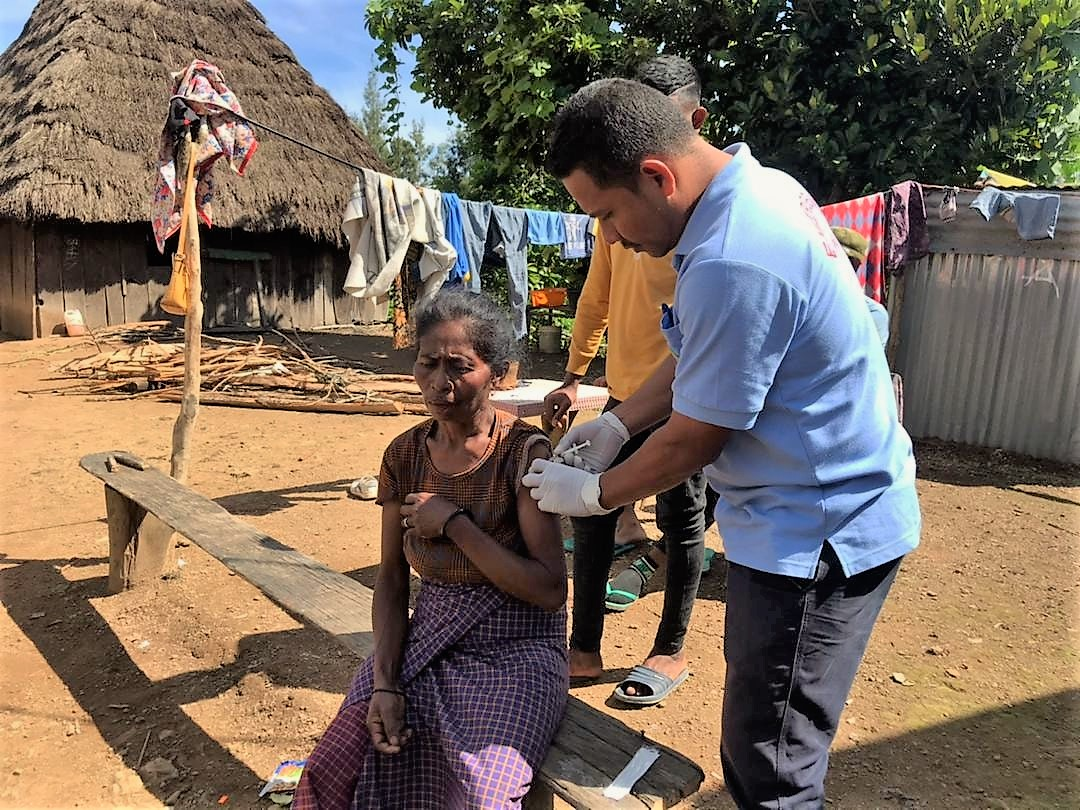
Impfungsaktion in Catraileten (2022)

Das Kabinett beschloss am 25. Mai eine erneute Verlängerung des Ausnahmezustands. Am 27. Mai stimmte das Parlament der Verlängerung bis zum 27. Juni zu. Das Kabinett hob die Einschränkungen für Schulen, Religion und Handel auf. Bestehen bleibt die Schließung der Grenzen für den Personenverkehr. Ebenso die Maskenpflicht und Hygiene- und Abstandsregeln in öffentlichen Räumen.
Am 26. Juni 2020 endete der Ausnahmezustand. Es gab aber weiterhin Einschränkungen bis schließlich erneut der Ausnahmezustand erklärt und mehrmals verlängert wurde.
Die Renovierung des Krankenhauses von Lahane wurde 2021 fertig gestellt. Es soll im Bedarfsfall für COVID-19-Patienten mit 150 Zimmern zur Verfügung stehen. In Beloi auf der Insel Atauro wurde zusätzlich eine Quarantänestation eingerichtet.
Mit Ausbruch der Pandemie im Lande im März 2021 wurden Ausgangssperren und Reiseverbote im Land verhängt. Die Polizei zeigte Präsenz auf den Straßen. Vom 8. bis zum 30. März nahm die Polizei mehr als 400 Personen wegen Verstößen gegen die Lockdown-Regeln fest. Sie wurden nach Feststellung der Personalien und einer Belehrung über die Maßnahmen wieder freigelassen. Polizei und Hilfsorganisationen verteilten kostenlos Schutzmasken. Da eine 25 US-Cent kostet, kann sich nicht jeder Osttimorese eine leisten. Lokale Unternehmen stellten Alkohol und Desinfektionsgel her, um sie an Schulen, Kirchen und andere Einrichtungen zu verteilen. Asymptomatische oder Menschen mit leichten Symptomen wurden nun im Hotel Novo Horizonte, in Tasitolu und in Tibar untergebracht. Moderate Fälle kamen in das Isolationszentrum von Vera Cruz.
Obwohl das Terminal des Flughafens Dili durch die Katastrophe am Vortag überflutet war, konnte am 5. April ein Flugzeug die ersten 24.000 Impfdosen nach Osttimor bringen. Mit den Impfungen wurde am 7. April begonnen. Demonstrativ ließen sich der Premierminister und die Präsidenten von Parlament und Obersten Gericht impfen. Dann folgten die anderen Mitglieder der Regierung, die Parlamentsabgeordneten, der Erzbischof von Dili, Virgílio do Carmo da Silva und Friedensnobelpreisträger José Ramos-Horta. Geimpfte erhielten einen gelben Covid-19-Impfausweis. Der Impfstoff von AstraZeneca stammte aus dem internationalen Covax-Fonds und wurden in Südkorea produziert. Die ersten 20 % der Impfdosen (100.800 Einheiten), die Osttimor benötigt und vom Fonds finanziert werden, sollen an Bewohner in den Grenzgebieten verabreicht werden. AstraZeneca wurde ausgewählt, da die Lagerung zwischen 2 und 8 °C relativ leicht ist. Da andere Impfstoffe kältere Temperaturen benötigen, ist die Verteilung in Osttimor nicht möglich. Daher werden im Land Personen jeden Alters mit AstraZeneca geimpft. Die Impfdosen reichen schätzungsweise für 263.000 Menschen, inklusive 39.450 Personen, die aufgrund ihres Berufs in Gefahr stehen, mit Infizierten in Kontakt zu kommen und 65.750 Menschen mit chronischen Krankheiten. 105.200 Empfänger sind Personen, die älter als 60 Jahre sind und Personen der zweiten Kategorie, wie Lehrer, Priester und andere. Die Impfungen sind für Einheimische und im Lande wohnende Ausländer kostenlos. Im Oktober 2021 besuchten viele Regierungsmitglieder in einer Kampagne die einzelnen Sucos, stellten sich den Fragen der Bevölkerung und warb für Impfungen. Im Anschluss der Veranstaltungen wurden direkt Impfungen angeboten, so dass Mitte November drei Viertel der Bevölkerung eine erste Impfung hatten.
Ende November 2021 scheinen die Neuinfektionen im Griff zu sein. Nur noch sieben aktuell Infizierte wurden am 24. November gezählt. Die Regierung beschloss daher den Ausnahmezustand nicht mehr über den 28. November zu verlängern. Damit gehen einige Lockerungen der Maßnahmen einher. Konnte man nach Osttimor in der Hochzeit der Pandemie nur mit Erlaubnis des Premierministers einreisen, reicht nun wieder ein aktueller negativer Coronatest. Abstandsregeln gelten weiter.

## Wirtschaftsmaßnahmen

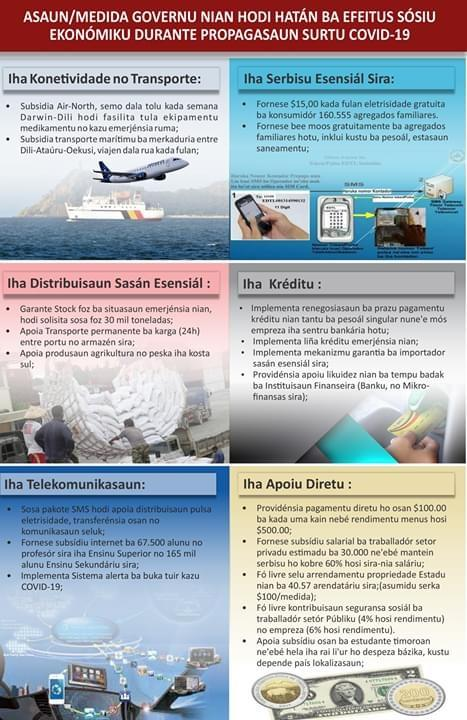
Übersicht der Regierung über die Wirtschaftsmaßnahmen (tetum)

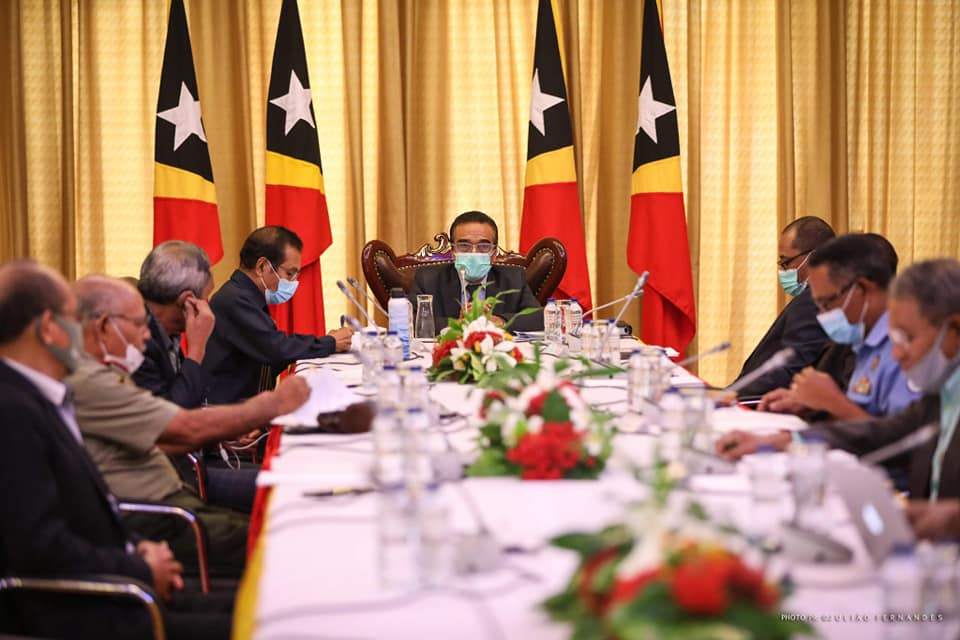
Beratungen des Sicherheitsrates zur zweiten Verlängerung des Ausnahmezustands (26. Mai 2020)

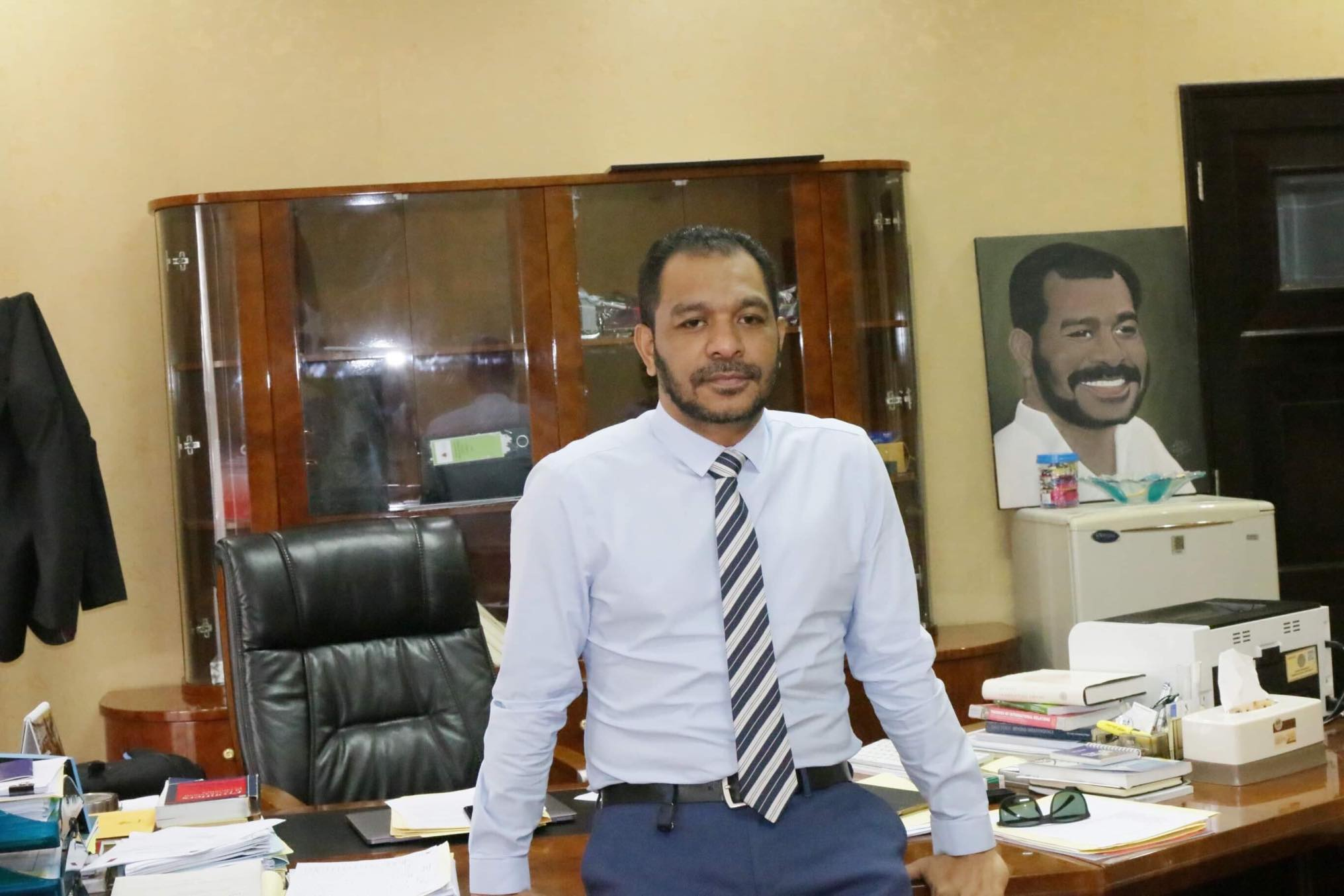
Der amtierende Wirtschaftsminister Fidelis Leite Magalhães

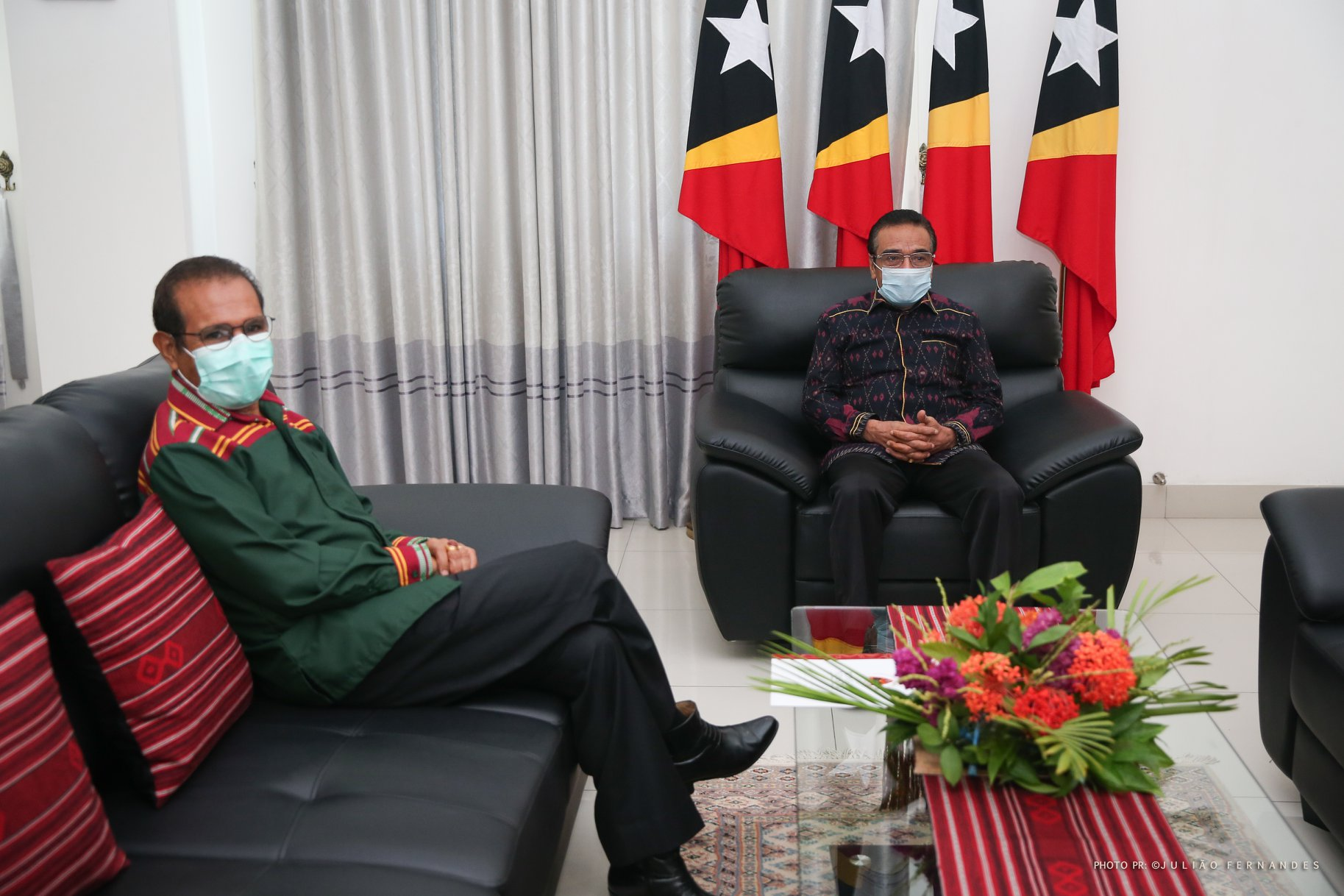
Präsident Guterres und Premierminister Taur Matan Ruak im Gespräch (17. April 2020)

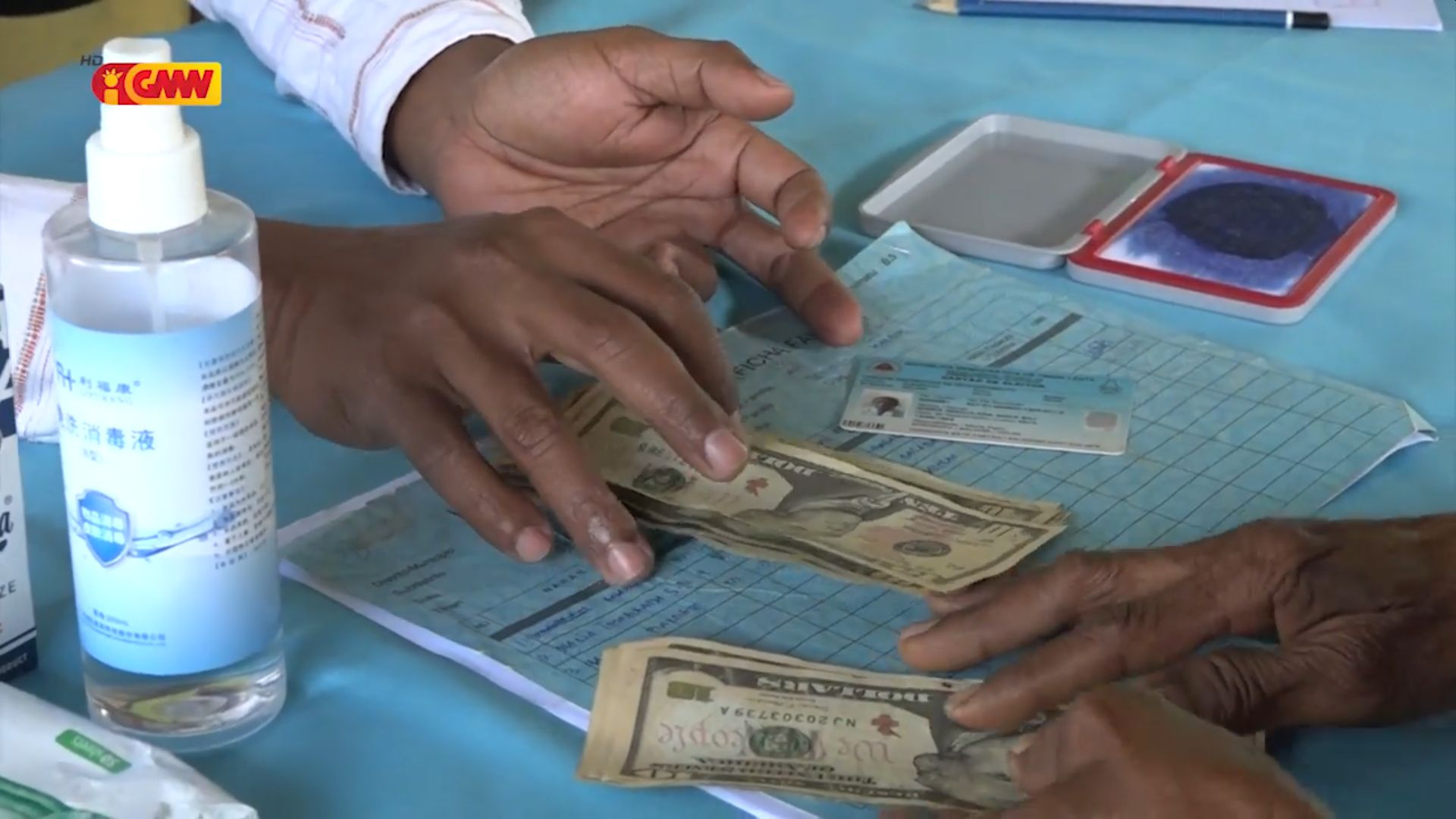
Erste Auszahlung der staatlichen Monatshilfe (14. Juni 2020)

Der Bevölkerung wurde erklärt, dass die Versorgung mit Lebensmitteln gesichert sei. Osttimor verfüge über einen ausreichenden Bestand an wichtigen Gütern wie Reis, Weizen und anderen für „vier bis fünf Monate“ und der Import solle nicht gestoppt werden. Der amtierende Wirtschaftsminister Fidelis Leite Magalhães forderte die Osttimoresen auf, ruhig zu bleiben und keine Waren zu horten. Er warnte, dass die Regierung „drastische und harte“ Maßnahmen ergreifen werde, gegen jene, die die Situation durch Preiserhöhungen auszunutzen wollen. Am 18. März entschied sich die Regierung weitere 3800 Tonnen Reis für die nationalen Vorräte zu kaufen, um Preisspekulationen und Warenhorten entgegenwirken zu können.
Am 4. April wurde eine Nummer für Textnachrichten freigeschaltet, mit denen Familien eine 15-US-Dollar-Gutschrift für Elektrizität beantragen können, ohne ihr Haus verlassen zu müssen.
Am 17. April wurden wirtschaftliche Maßnahmen beschlossen. Mehr als 214.000 Familien soll über drei Monate 60 % der Gehälter der Arbeitenden gezahlt werden, damit die Arbeitenden zu Hause bleiben. Die Exekutive kaufte einen Notfallvorrat an Reis, um die Lieferung für drei Monate zu gewährleisten und eine „mögliche Knappheit während der Pandemie auszugleichen“. Die Flugverbindung nach Darwin und die Seeverbindung nach Atauro und Oe-Cusse Ambeno wird subventioniert. Die monatliche Zahlung von 15 US-Dollar für Stromkosten werde beibehalten, Wasser muss nicht bezahlt werden, ebenso Miete für Wohnungen im Staatsbesitz und Beiträge für die Sozialversicherung. Dazu kommt ein umfangreiches Kreditprogramm mit niedrigen Zinsen, Kreditgarantien für Importeure von wesentlichen Gütern und Notfalldarlehen, um Konkurse zu vermeiden, Unternehmen am Leben zu halten und private Haushalte bei der Lösung ihrer finanziellen Schwierigkeiten zu helfen. Minister Magalhães stellte ein Programm vor, um das Nahrungsmittelangebot an der Südküste zu erhöhen, Landwirtschaft und Fischerei zu fördern und Stipendien für mehr als 4.200 timoresische Studenten zu geben, die aufgrund der Pandemie im Ausland festsitzen. Studenten und Schüler erhalten Zuschüsse für einen Internetzugang, um online Kurse absolvieren zu können. Die Regierung schätzt, dass der Durchschnittshaushalt Einkommensverluste zwischen 170 und 670 US-Dollar erleiden wird. Der Mindestlohn liegt in Osttimor bei 120 US-Dollar pro Monat.
Am 8. Mai wurde ein Moratorium für Kredite über drei Monate von der Regierung beschlossen. Die Regierung übernimmt zudem in den drei darauf folgenden Monaten 60 % der Zinsen für Kredite. Zu diesem Zweck müssen die Finanzinstitute ein Sonderkonto bei der Zentralbank von Osttimor eröffnen, auf dem sie die betreffenden Beträge erhalten. An der Maßnahme, die schätzungsweise 3,5 Millionen US-Dollar Kosten verursachen, sind laut Minister Magalhães, alle Geschäftsbanken und Kreditinstitute beteiligt. Von dem Moratorium können alle natürlichen Personen mit osttimoresischer Staatsangehörigkeit, juristische Personen ohne Erwerbzweck mit Sitz in Osttimor, Einzelhandelsunternehmer und Handelsgesellschaften profitieren. Außerhalb des Moratoriums befinden sich Personen oder Unternehmen in den Telekommunikationsbereichen, Bergbauindustrien und Finanzdienstleistungen.
Vor allem die Exporte litten unter den Folgen der Pandemie. In den ersten vier Monaten exportierte das Land Erdöl und Erdgas im Wert von nur 100 Millionen US-Dollar. Von Kaffee, dem zweitwichtigsten Handelsgut, wurden nur 273 Tonnen ausgeführt, im Wert von 548.000 US-Dollar. Die Importe sanken auf einen Gesamtwert von 212 Millionen US-Dollar. Während im März noch Einfuhren im Wert von 71 Millionen US-Dollarverzeichnet wurden, waren es im April nur noch 35,5 Millionen US-Dollar. Die Erdölexporte sanken in den Monaten von 28 Millionen US-Dollar auf 2,4 Millionen US-Dollar.
Am 8. Juni 2020 wurde der ehemalige Finanzminister Rui Augusto Gomes mit der Leitung des Teams betraut, das Maßnahmen zur wirtschaftlichen Erholung Osttimors nach der COVID-19-Pandemie entwickeln soll.
Für Osttimoresen, die aufgrund der Pandemie im Ausland festsitzen, wurde im Juni eine monatliche Hilfe beschlossen, die vom derzeitigen Wohnort abhängt. Osttimoresen in den USA bekamen 890 US-Dollar, in Indien, Indonesien und Tansania nur 100 US-Dollar.
Um die wirtschaftlichen Folgen der Einschränkung des öffentlichen Lebens zu mindern, überlegte die Regierung bereits am 10. April, jeder Familie, die weniger als 500 US-Dollar pro Monat Einkommen hat, monatlich maximal drei Monate lang 100 US-Dollar auszuzahlen. Da zuerst von der Direcção-Geral de Estatística (DGE) erfasst werden musste, wie viele Familien überhaupt in Osttimor leben, verzögerte sich die Auszahlung. Schließlich begann die Auszahlung in der zweiten Juniwoche mit zwei Monatsraten auf einmal. Insgesamt 298.000 Familien sollen von der Zahlung aus dem 150-Millionen-Dollar-Coronahilfsfonds profitieren. Während der Auszahlung der Hilfen gab es vielfach Beschwerden von Familien, die nicht auf den Listen für die Unterstützung aufgeführt wurden, Die Comissão Anti-Corrupção (CAC) stellte mehrere Unregelmäßigkeiten fest und kritisierte auch die mangelnde Einhaltung der Hygiene- und Abstandsregeln bei der Auszahlung. Die Überweisung von 60 % des Gehaltes als weitere Hilfe begann am 8. Juni. Allerdings warteten viele Arbeiter wochenlang auf die Auszahlung, weil es zu Verzögerungen bei den drei im Lande aktiven Banken BNCTL, Mandiri und BNU kam.
Bis Ende Februar 2021 erhielten fast 890.000 Einwohner (59 % der Osttimoresen) von der Regierung eine Grundnahrungsmittelhilfe, im Wert von 50 US-Dollar pro Person. Am 24. März wurde ein weiteres Hilfspaket von der Regierung verabschiedet. Mit 210,6 Millionen Dollar finanzierte man unter anderem Unterstützungen für Unternehmen, eine Sonderauszahlung an Arbeitslose sowie ein Kreditmoratorium und Maßnahmen im Gesundheitsbereich.

## Verbindung mit dem Ausland

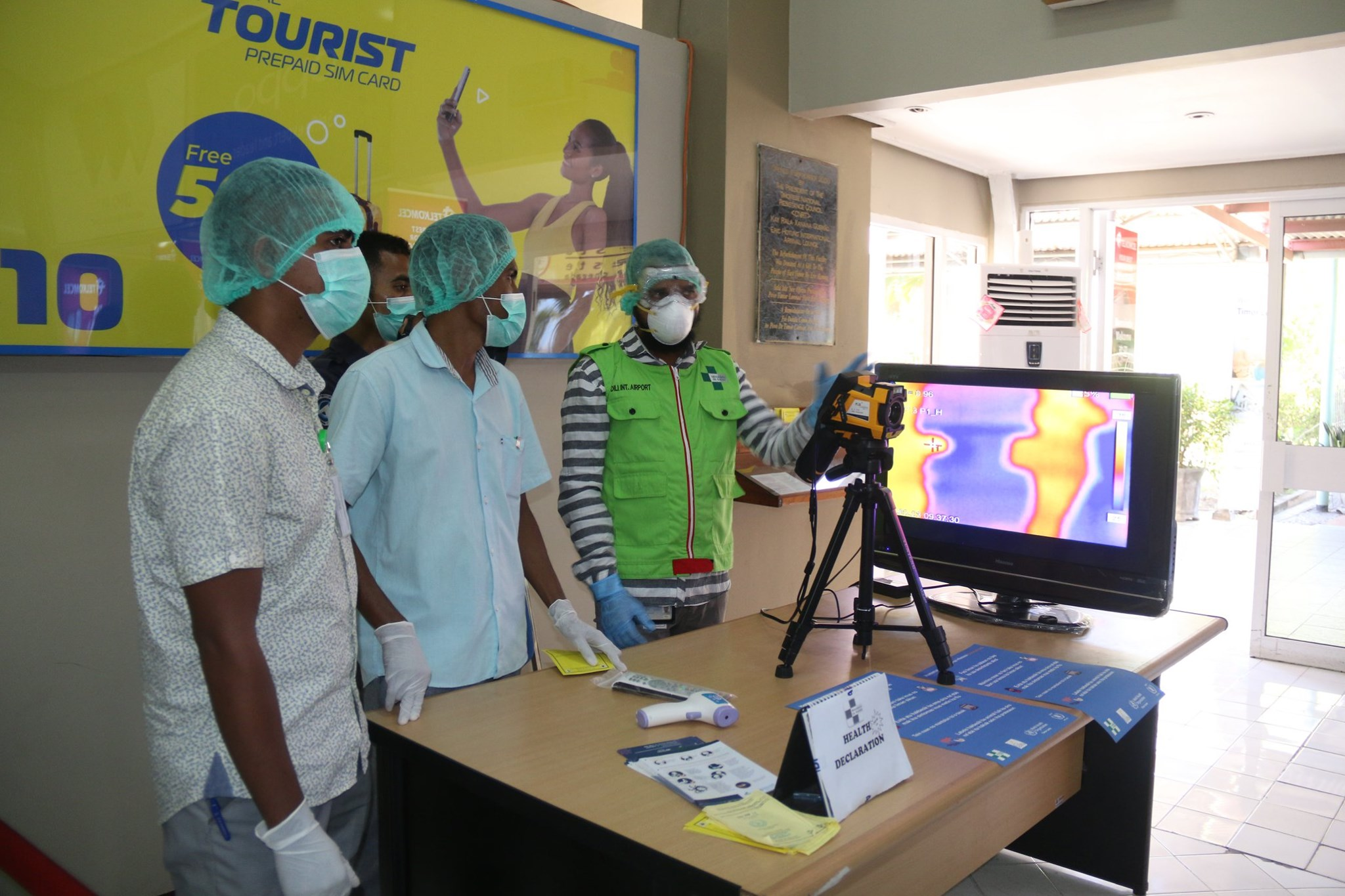
Temperaturmessung am Flughafen Dili

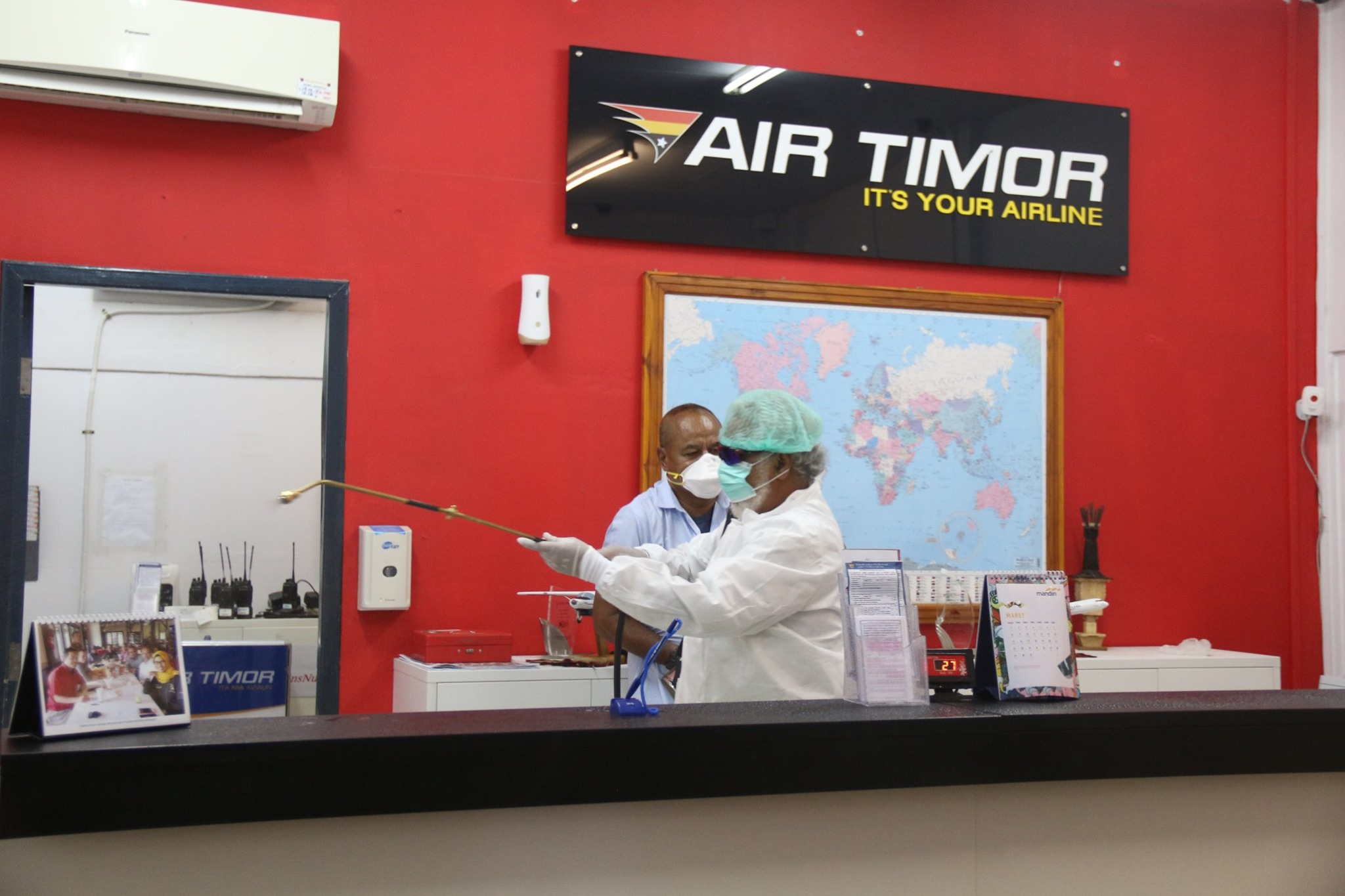
Desinfizierungen am Flughafen Dili

Osttimors Verbindung zum Rest der Welt waren bereits vor der Corona-Pandemie begrenzt, was das Erreichen der Krankheit verzögerte. Zum einen gab es einen Grenzverkehr über die Landesgrenze zum indonesischen Teil Westtimors (Provinz Nusa Tenggara Timur). Ansonsten gab es Flugverbindungen nach Kupang (Indonesisch-Westtimor), Bali (Indonesien), Darwin (Australien) und Singapur. Die verschiedenen Maßnahmen der Nachbarländer isolierten Osttimor weiter. Der ehemalige Staats- und Regierungschef José Ramos-Horta kritisierte bereits am 17. März die Pläne zu Grenzschließungen. Schon jetzt kämen die Flugzeuge aus Darwin und Singapur leer in Dili an, was Verluste für die Fluggesellschaften bedeute. Trotzdem läge es im Interesse Osttimors diese „Nabelschnüre zur Welt“ zu erhalten. Ramos-Horta beklagte auch die Schließung der Grenze zu Indonesien. Er erklärte, aus seiner Sicht würden strengere Kontrollen mit Fiebermessung und Isolation von Reisenden aus Gefahrengebieten ausreichen.
Viele Ausländer, die als Berater in Osttimor arbeiteten, bereiteten bereit Mitte März ihre Rückkehr in die Heimat vor. José Pedro Machado Vieira, der portugiesische Botschafter in Osttimor empfahl allen Portugiesen schnell auszureisen, wenn sie in die Heimat wollten. Die Vereinigten Staaten zogen alle Freiwilligen des Friedenscorps aus Osttimor ab. Die britische Regierung warnte Osttimoresen im Land, sie sollten nicht versuchen, in ihr Heimatland zu reisen. Man könne die Krankheit in das Land tragen, die medizinische Versorgung dort sei unzureichend. Am 4. April wurden 211 Portugiesen mit einer von der portugiesischen Regierung gecharterten Boeing 767 von Dili ausgeflogen. Philippinische Staatsbürger wurden mit einer Chartermaschine am 25. Mai abgeholt. Unter den 60 Passagieren waren auch Japaner und Südkoreaner. 150 Indonesier wurden bereits zuvor ausgeflogen. Sie kehrten vor allem wegen wirtschaftlicher Probleme zurück.

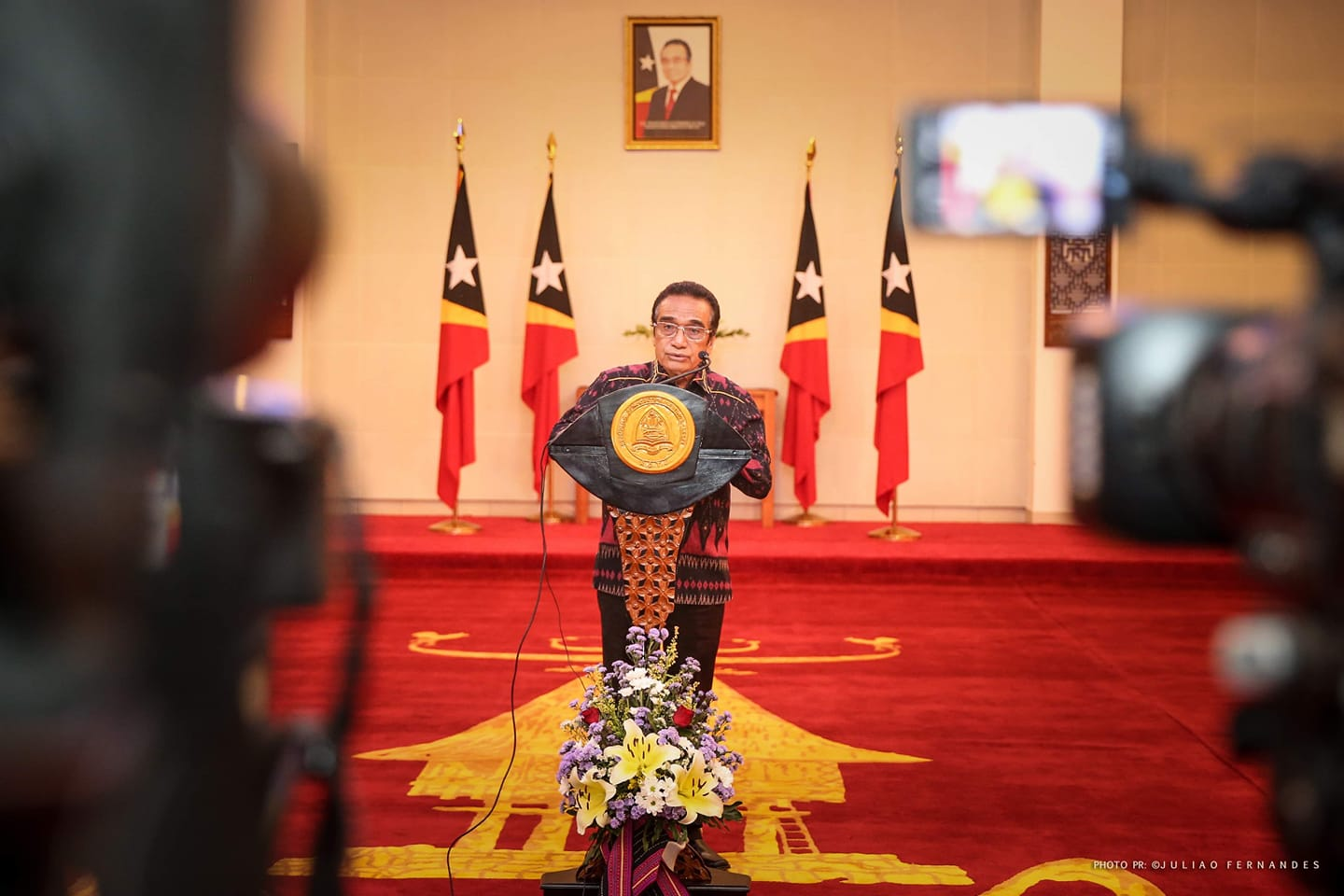
Präsident Francisco Guterres zur Lage am 20. März 2020

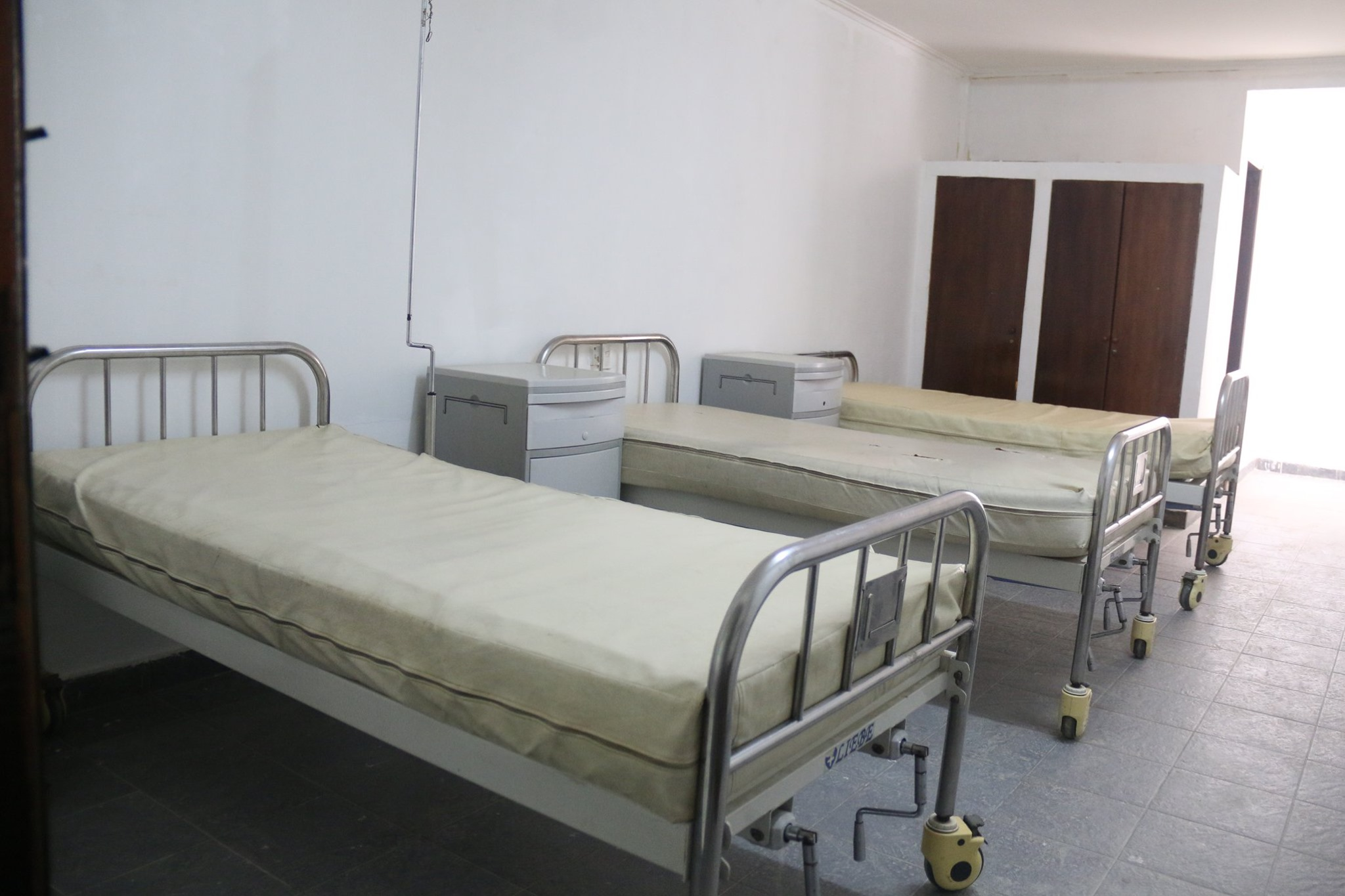
Quarantänestation am Flughafen Dili

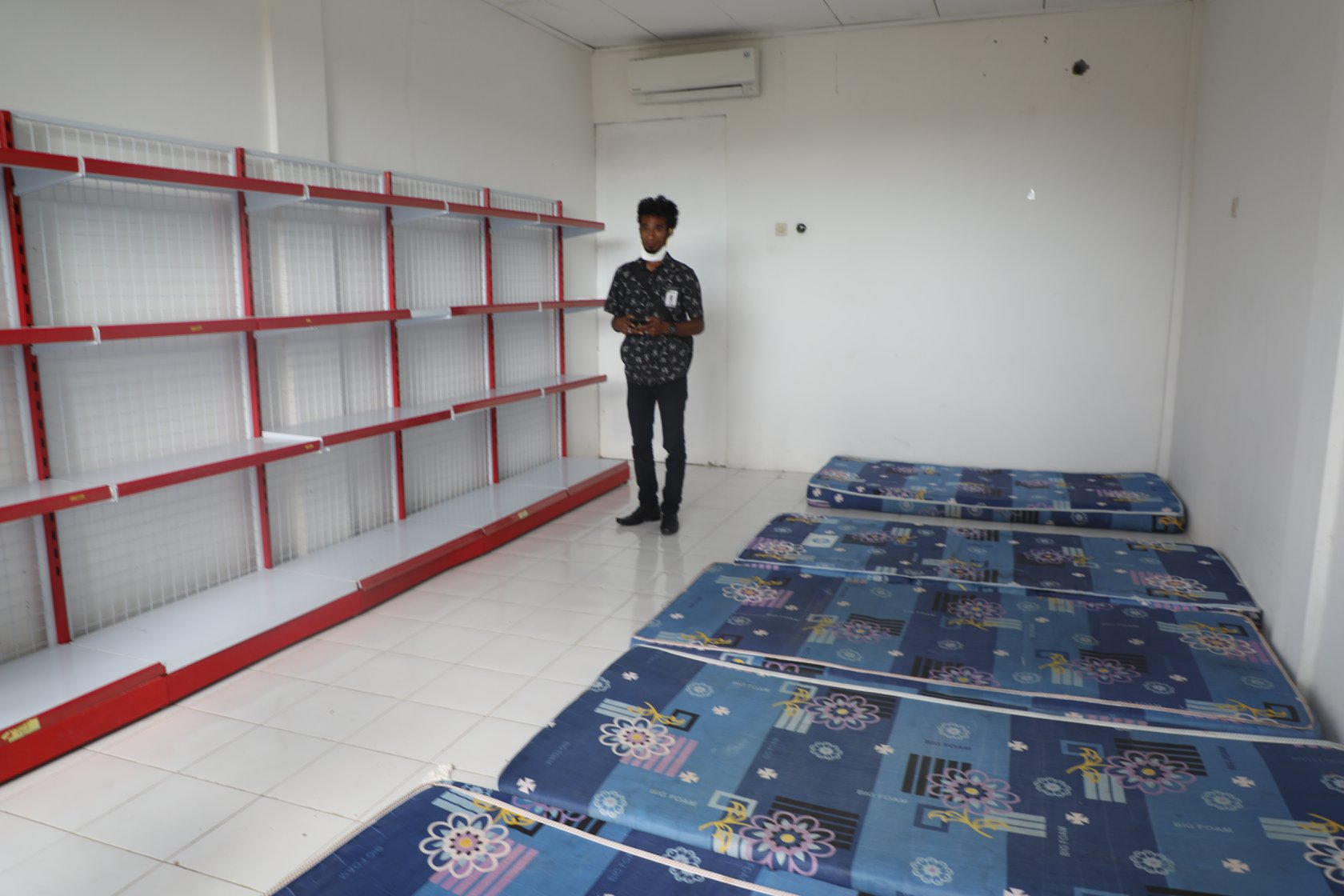
Quarantäneeinrichtung in Batugade

Am 11. März 2020 teilte das osttimoresische Außenministerium mit, dass ausländische Staatsangehörige, die innerhalb der letzten vier Wochen im Iran, in China, Südkorea oder Italien waren, nicht mehr nach Osttimor einreisen dürften. Ausländer, auf die das zutrifft und die bereits im Land waren, sollten ausgewiesen werden. Am 17. März schlug die Regierung Osttimors dem Präsidenten vor, den Notstand zu verhängen und die Grenzen zu schließen. Außerdem könnten Personen in Quarantäne geschickt werden. Präsident Francisco Guterres gab am 20. März aber bekannt, dass er vorerst nicht den Notstand erklären werde.
Am 18. März beschloss die Regierung ein Einreiseverbot für alle ausländischen Staatsbürger, die keinen Wohnsitz in Osttimor haben, wenn sie in den letzten vier Wochen in einem Land mit Coronafall waren. Da das alle Nachbarländer Osttimors betrifft, ist das Einreiseverbot de facto vollständig. Einreisende Osttimoresen mussten sich in Quarantäne begeben. In der Vorwoche waren bereits über 100 Personen bei der Einreise von den Behörden angewiesen worden, sich selbst in Quarantäne zu begeben und zu Hause zu bleiben. Sie wurden von der „Equipa de surto“ (deutsch Ausbruchsteam) des Gesundheitsministeriums täglich kontrolliert. Unter den Menschen unter Quarantänen waren osttimoresische Gastarbeiter, die aus Großbritannien und Südkorea zurückgekehrt waren.
Den Grenzverkehr über Land nach Westtimor schloss der Gouverneur der indonesischen Provinz Nusa Tenggara Timur am 20. März. Ausländer, die ein- oder durch Indonesien reisen möchten, sollen einen Monat im Voraus ein Visum beantragen und ein ärztliches Attest von den Behörden des Herkunftslandes vorlegen. Das betrifft auch den Verkehr zwischen der osttimoresischen Exklave und dem Mutterland über indonesisches Territorium. Citilink bediente die Strecke nach Bali nur noch einmal pro Woche. TransNusa, die für Air Timor von Dili nach Kupang fliegt, musste auf Anordnung der indonesischen Provinzregierung den Betrieb vom 23. März bis 15. April einstellen. Sriwijaya Air hatte zu diesem Zeitpunkt noch nichts über den weiteren Betrieb für die Strecke nach Bali bekanntgegeben.
Australien ordnete an, dass alle ab 15. März aus dem Ausland ankommenden Personen 14 Tage in Quarantäne müssen. Passagiere im Transit dürfen weiterreisen. Am 20. März sprach Australien ein Einreiseverbot für alle Nichtstaatsbürger und Nichtansässigen aus. Die Fluggesellschaft Airnorth stellte den Ticketverkauf für die Route Darwin – Dili ein. Der letzte Flug soll am 26. März stattfinden.
Am 16. März kündigte Air Timor an, nur noch einmal, statt zweimal die Woche nach Singapur und zurück zu fliegen. Am 22. März verkündete Singapur, ab dem 24. März seien auch Transitreisen über den Flughafen und Kurzbesuche im Land untersagt. Nur Staatsbürger und Ausländer mit dauerhaftem Wohnsitz oder Langzeitvisum durften noch einreisen, mussten jedoch 14 Tagen in Quarantäne. Am 29. März traf nur noch ein Fluggast aus Singapur in Osttimor ein.
Am 30. März beschloss die Regierung, Flüge nach Dili nur noch am Sonntag zuzulassen, um Einreisen besser kontrollieren zu können. Ab 4. April wurde der gesamte Flugverkehr durch die Regierung eingestellt. Zusammen mit den geschlossenen Landesgrenzen zu Indonesien war Osttimor damit de facto komplett von der Außenwelt abgeschnitten. Am 13. April folgte ein komplettes Einreiseverbot nach Osttimor, auch für Staatsbürger. Nur mit der Air North wurde eine Vereinbarung von drei Flügen pro Woche zwischen Dili und Darwin getroffen, die zum Transport von Hilfsgütern, medizinischen Notfällen und internationalen Experten dienen sollen.
Probleme entstanden in der osttimoresischen Exklave Oe-Cusse Ambeno im Westen Timors. Die Versorgung über den Landweg ist durch die Schließung der Grenze blockiert. Ab der dritten Aprilwoche wurde Treibstoff für das lokale Inur-Sacato-Kraftwerk über den Seeweg mit einem gecharterten Schiff transportiert. Auch ein häufigerer Einsatz der Fähre Berlin Nakroma, die Oe-Cusse Ambeno und die Insel Atauro mit dem Kernland verbindet, ist im Gespräch, um wichtige Güter in die Exklave zu bringen.
Am 18. Juni 2020 wurde die Einfuhr von Waren über den Landweg verboten. Importe sind nur noch über den Luft- und Seeweg möglich.
Seit dem Ende des Ausnahmezustands Ende Juni durfte man wieder nach Osttimor einreisen. Einreisende, egal aus welchem Land, mussten aber für 14 Tage in Quarantäne. Später folgten erneut der Ausnahmezustand und Einschränkungen bei der Einreise. Am 26. Oktober erklärte der zuständige Minister, kommerzielle Flüge nach Osttimor würden erst nach Ende des Ausnahmezustands genehmigt werden.
Ab Februar 2021 begann man mit Hilfe von Drohnen die Grenzüberwachung zu verstärken.

## Ausländische Unterstützung

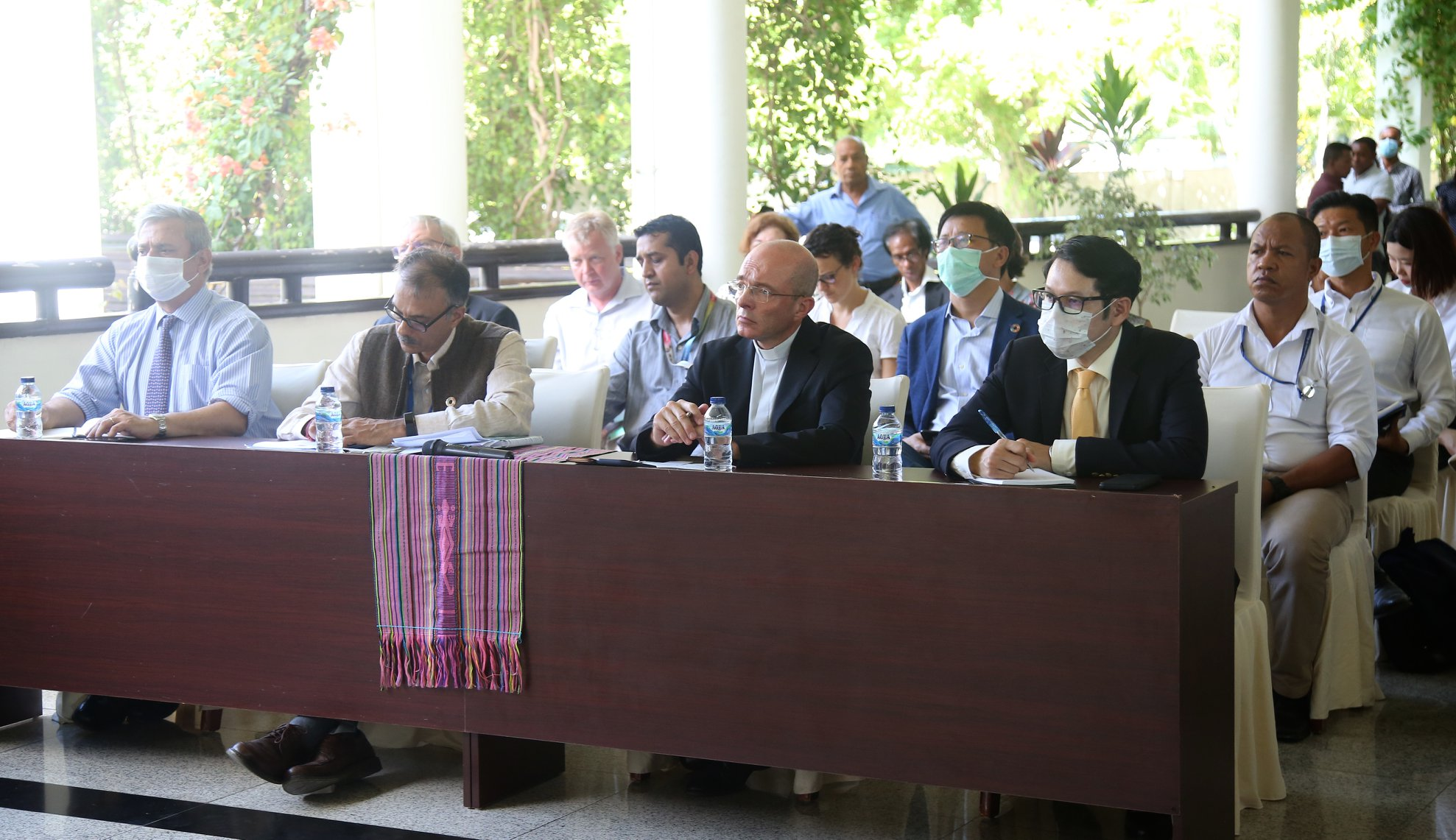
Konferenz im Außenministerium mit den ansässigen Botschaften
(März 2020)

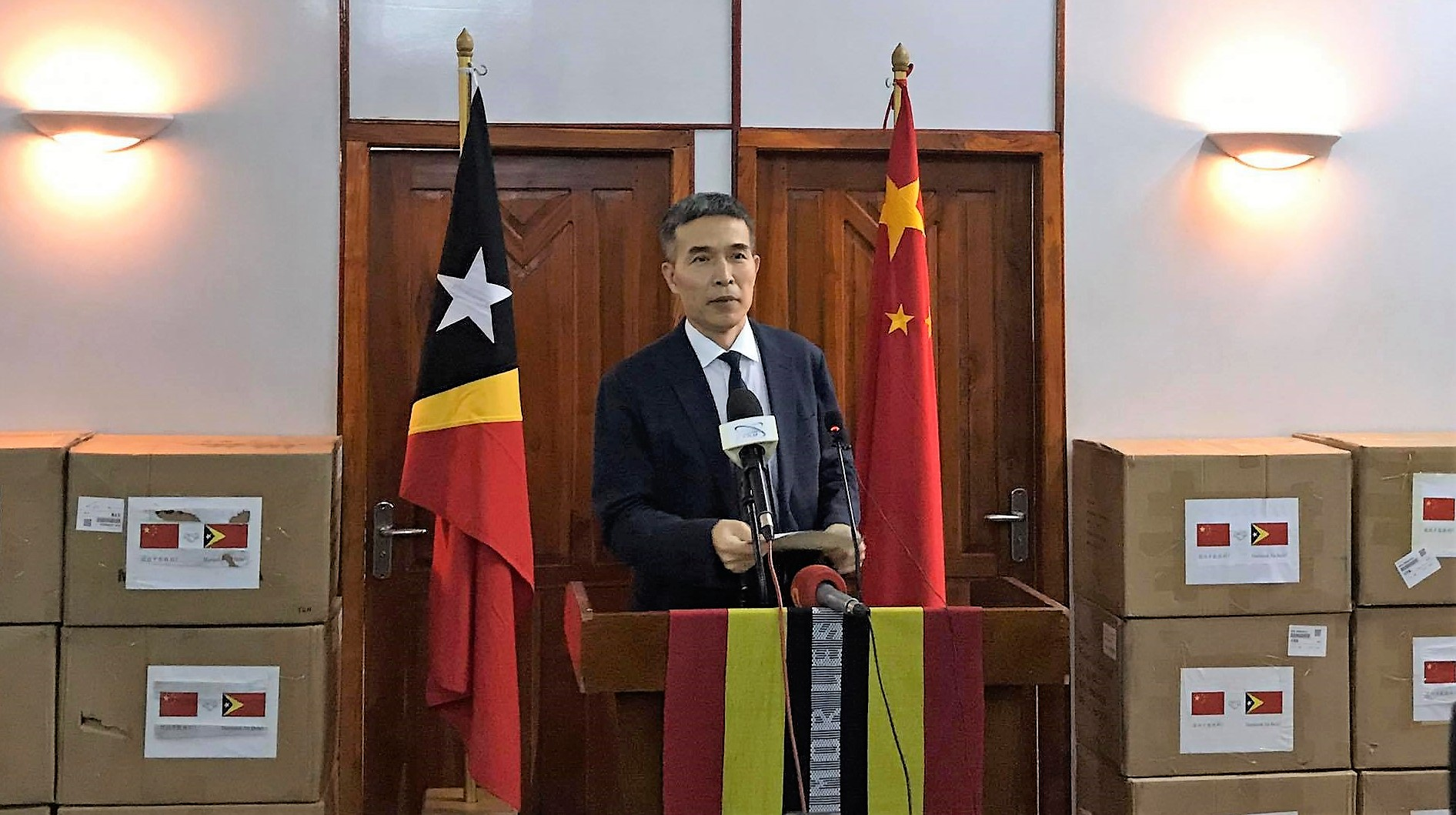
Botschafter Xiao Jianguo beim Eintreffen von chinesischen Hilfslieferungen (18. April 2020)

Australien kündigte an, medizinische Geräte zu liefern. Die Menzies School of Health Research der Charles Darwin University führte Schulungsmaßnahmen für Mitarbeiter im Hospital Nacional Guido Valadares durch, damit das dortige Labor selbst Tests auf COVID-19 durchführen kann. Außerdem wurde die Qualifikation des Personals in Kliniken im ganzen Land verbessert, um Infektionen wie COVID-19 zu verhindern und zu kontrollieren. Das Wohlergehen der hunderte osttimoresischer Erntehelfer im Lande wolle Australien gewährleisten. Dafür sorge die obligatorische Krankenversicherung.
Von Kuba wollte Osttimor Interferon alpha-2b beziehen, das sich in China bei der Corona-Infektionen als wirksam zeigte.
Die Europäische Union kündigte am 6. April an, Osttimor bei der wirtschaftlichen Erholung unterstützen zu wollen. Besonders der Bevölkerung auf dem Land solle geholfen werden, da sie die größten Folgen des Konjunkturabschwungs spüren werde. Beibehalten wird das Programm „Ai ba Futuru“, die Partnerschaft für nachhaltige Landwirtschaft, die von der EU und der deutschen Regierung finanziert wird. Die Zahlungen für laufende Kooperationsprogramme in Höhe von 1,85 Millionen Euro sollen vorgezogen werden und die WHO bei Programmen zu Gesundheit und Hygiene unterstützt werden. Mit der UNICEF wird der Wiederaufbau der grundlegenden Wasserversorgung, Abwasserbeseitigung und Hygienesysteme in Dili und Baucau betrieben. Dazu sollen die Mittel erhöht werden. Auch die Lieferung von persönlicher Schutzausrüstung für medizinisches Personal wurde zugesagt, ebenso Mittel zur Bekämpfung von Gewalt gegen Frauen und Kinder im Kontext mit COVID-19.
Am 28. April traf die zweite Hilfslieferung mit medizinischem Material aus der Volksrepublik China in Dili ein, darunter 90 tragbare Beatmungsgeräte.

## Statistik
Die Fallzahlen entwickelten sich während der COVID-19-Pandemie in Osttimor wie folgt:
| Gemeinde        | Infizierte (gesamt) | aktuell Infizierte | Neue Fälle in den letzten 24 Stunden | Genesen | Verstorben |
| --------------- | ------------------- | ------------------ | ------------------------------------ | ------- | ---------- |
| Aileu           | 126                 | 0                  | 0                                    | 125     | 1          |
| Ainaro          | 227                 | 0                  | 0                                    | 224     | 3          |
| Baucau          | 1.540               | 2                  | 0                                    | 1.531   | 7          |
| Bobonaro        | 602                 | 0                  | 0                                    | 593     | 9          |
| Cova Lima       | 787                 | 0                  | 0                                    | 784     | 3          |
| Dili            | 13.726              | 10                 | 0                                    | 13.635  | 81         |
| Ermera          | 1.113               | 0                  | 0                                    | 1.111   | 2          |
| Lautém          | 183                 | 0                  | 0                                    | 178     | 5          |
| Liquiçá         | 125                 | 0                  | 0                                    | 124     | 1          |
| Manatuto        | 203                 | 0                  | 0                                    | 201     | 2          |
| Manufahi        | 265                 | 0                  | 0                                    | 265     | 0          |
| Oe-Cusse Ambeno | 393                 | 0                  | 0                                    | 390     | 3          |
| Viqueque        | 519                 | 0                  | 0                                    | 514     | 5          |
| 1.              |                     |                    |                                      |         |            |

### Infektionen

Bestätigte Infizierte in Osttimor nach Daten der WHO. Oben kumuliert, unten Tageswerte

### Todesfälle
Bisher wurden fünf Todesfälle in Osttimor gemeldet (Stand: 11. Mai 2021). Zwei Staatsbürger Osttimors starben an COVID-19 im Ausland (Stand: 4. Januar 2021).

Bestätigte Todesfälle in Osttimor nach Daten der WHO. Oben kumuliert, unten Tageswerte Derzeit (Stand 20. Feb. 2021) wurden der WHO noch keine Todesfälle. Die Grafik wird regelmäßig automatisch aktualisiert.